# Lockheed F-104 Starfighter
Pour les articles homonymes, voir Starfighter.
Le Lockheed F-104 Starfighter est un chasseur à réaction américain, monoréacteur et supersonique qui a été construit à plus de 2 500 exemplaires à partir de 1954.
Il fut utilisé par les États-Unis dans l'USAF (en anglais : United States Air Force) de 1958 à 1969, puis par la garde nationale de Porto Rico jusqu'à ce qu'il soit abandonné en 1975. La NASA utilisait une petite flotte de F-104 de divers types pour des essais en vol supersonique et l'entraînement des astronautes, jusqu'à leur retrait en 1994.
Les F-104C de l'USAF entrèrent en service durant la guerre du Viêt Nam, et des F-104 furent déployés par le Pakistan durant les guerres indo-pakistanaises de 1965 et de 1971. En 1967, un MiG-19 de la Force aérienne chinoise (RPL) a été abattu par des F-104G de la force aérienne de la République de Chine (Taïwan) au-dessus de l'île disputée de Jinmen. La version finale de la production de ce chasseur basique fut le F-104S, intercepteur tous-temps construit par Aeritalia (Fiat) pour l'Aeronautica Militare Italiana (force aérienne), équipé avec des missiles AIM-7 Sparrow guidés par radar. Un F-104 perfectionné avec une aile surélevée, connu sous le nom de CL-1200 Lancer, ne dépassa pas le stade de maquette.
Le modèle F-104G, doté d'un ensemble de modifications, gagna une compétition de l'OTAN pour un nouveau chasseur-bombardier. Plusieurs versions biplaces d'entraînement furent aussi produites, dont le plus grand nombre sont des TF-104G. Au total, 2 578 Starfighter furent finalement produits, principalement par des membres de l'OTAN. Le F-104 fut utilisé par les forces d'une douzaine de nations. Le service opérationnel du Starfighter finit par son retrait de l'Aeronautica militare italiana en mai 2004, soit 46 ans après sa mise en service en février 1958 par l'USAF.
La fiabilité du Starfighter fut critiquée par le public, en particulier dans les services de la Luftwaffe. Les scandales de corruption subséquente aux contrats d'achat originaux de Lockheed ont suscité une controverse politique en Europe et au Japon. En dehors de son nom officiel, il portait aussi les sobriquets de « faiseur de veuves », « cercueil volant » ou « Fallfighter » qui faisaient allusion à son taux de pannes et d'accidents élevé. Le chasseur était conçu comme intercepteur diurne, optimisé pour une grande vitesse.

## Historique
Le Starfighter est issu d'un projet lancé par Lockheed sur ses fonds propres en mars 1952, et accepté par l'Armée de l'air américaine en janvier 1953. Le premier vol du premier prototype (XF-104) a eu lieu le 4 mars 1954, réalisé par Charles « Chuck » Yeager. Après 2 prototypes et 17 avions de pré-production, le F-104A est mis en service en février 1958. Sa silhouette unique et ses performances sans égales pour l'époque suscitent alors l'enthousiasme.
Les premiers appareils de ce quatrième modèle des Century Series Fighters souffrent cependant de plusieurs défauts majeurs : le turboréacteur est peu fiable et le canon dangereux (fortes vibrations, obus qui explosent dans la soute). De plus, la faible surface alaire de l'avion le rend peu manœuvrable à basse vitesse, donc surtout à l'atterrissage et au décollage, sachant que le siège éjectable vers le bas ne laisse aucune chance au pilote de s'en sortir en cas d'urgence. En plus de ces défauts, l'Armée de l'air américaine se rend compte que le F-104 n'est finalement pas adapté à ses besoins (autonomie trop faible, pas de capacité « tous temps ») et abandonne le Starfighter après avoir reçu environ 300 avions. Ceux-ci sont transférés vers des unités de seconde ligne dès 1960 et retirés du service en 1969, après avoir cependant servi au Viêt Nam entre 1965 et 1967.
Parallèlement, à la fin des années 1950, l'OTAN émet un appel d'offres pour un avion de combat supersonique et le F-104G remporte le marché en novembre 1958. C'est une version nettement améliorée avec, en particulier, une électronique de bord permettant un emploi « tous temps », une structure renforcée pour supporter les vols à basse altitude et augmenter la capacité d'emport de charge, et des réservoirs de carburant plus importants. Des accords de production sous licence sont signés, entre autres avec l'Allemagne de l'Ouest et le Canada, et le premier F-104G entre en service en 1961.
Le taux d'accidents élevé des F-104 ouest-allemands a provoqué une vive polémique au milieu des années 1960, et coûtera sa place au général commandant la Luftwaffe. Lockeed perdra un procès retentissant et indemnisera les veuves des pilotes allemands décédés sur cette machine (l'équivalent d'1,6 million d'euros). Les Allemands ont perdu environ 30 % de leurs F-104 (916 achetés et 262 perdus entre 1962 et 1981, 115 pilotes tués), soit un peu moins que les Canadiens (46 %) ou que les Belges et les Néerlandais (36 %). La Norvège et le Japon parviendront à un pourcentage plus faible (15 %), ce nombre étant de zéro pour la force aérienne espagnole (qui ne possédait que 21 F-104). Le taux élevé de pertes de F-104 allemands est très probablement dû à la transformation de ces derniers de chasseur intercepteur en bombardier, rôle pour lequel cet avion ne semble pas avoir été conçu.
Au total, 2 578 exemplaires du F-104 ont été construits pour 15 pays, dont plus de 900 destinés à l'Allemagne de l'Ouest. À partir de 1969, l'Italie produit une version F-104S encore améliorée (réacteur plus puissant, meilleur radar, électronique de bord modifiée). Les Starfighters italiens furent les derniers F-104 à rester en service : ils ne seront retirés qu'en 2004, alors que les F-104 allemands et canadiens avaient cessé de voler au milieu des années 1980.

## Records
Le Starfighter a établi les records officiels suivants :
- Vitesse de 2 259,82 km/h (16 mai 1958)[1]
- Altitude de 27 813 m (7 mai 1958)
- Altitude de 31 513 m (14 décembre 1959)[2]
- Vitesse ascensionnelle : 12 000 m en 1 min 40 s et 25 000 m en 4 min 26 s (18 décembre 1958)

## Versions

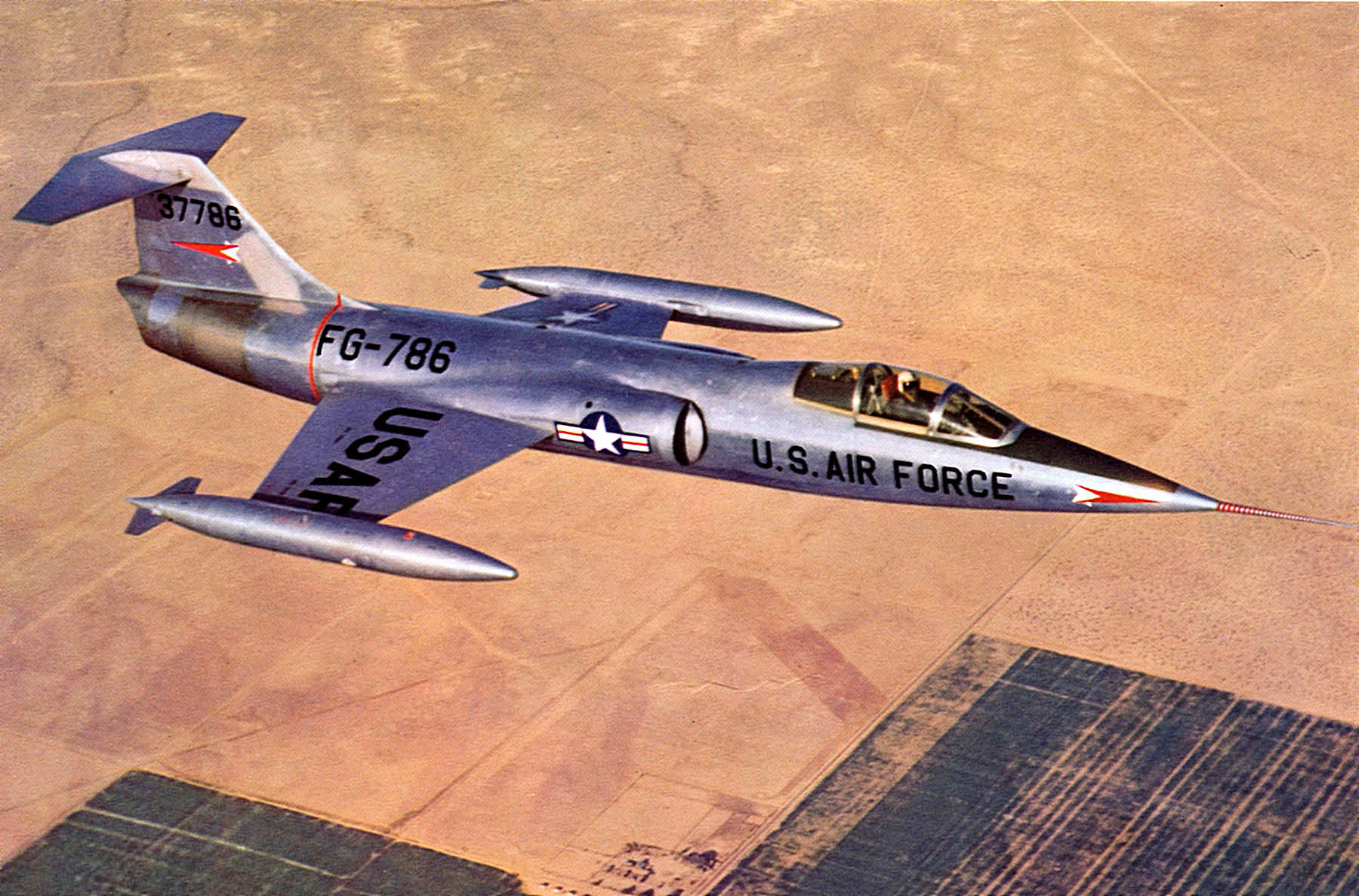
XF-104 en vol.

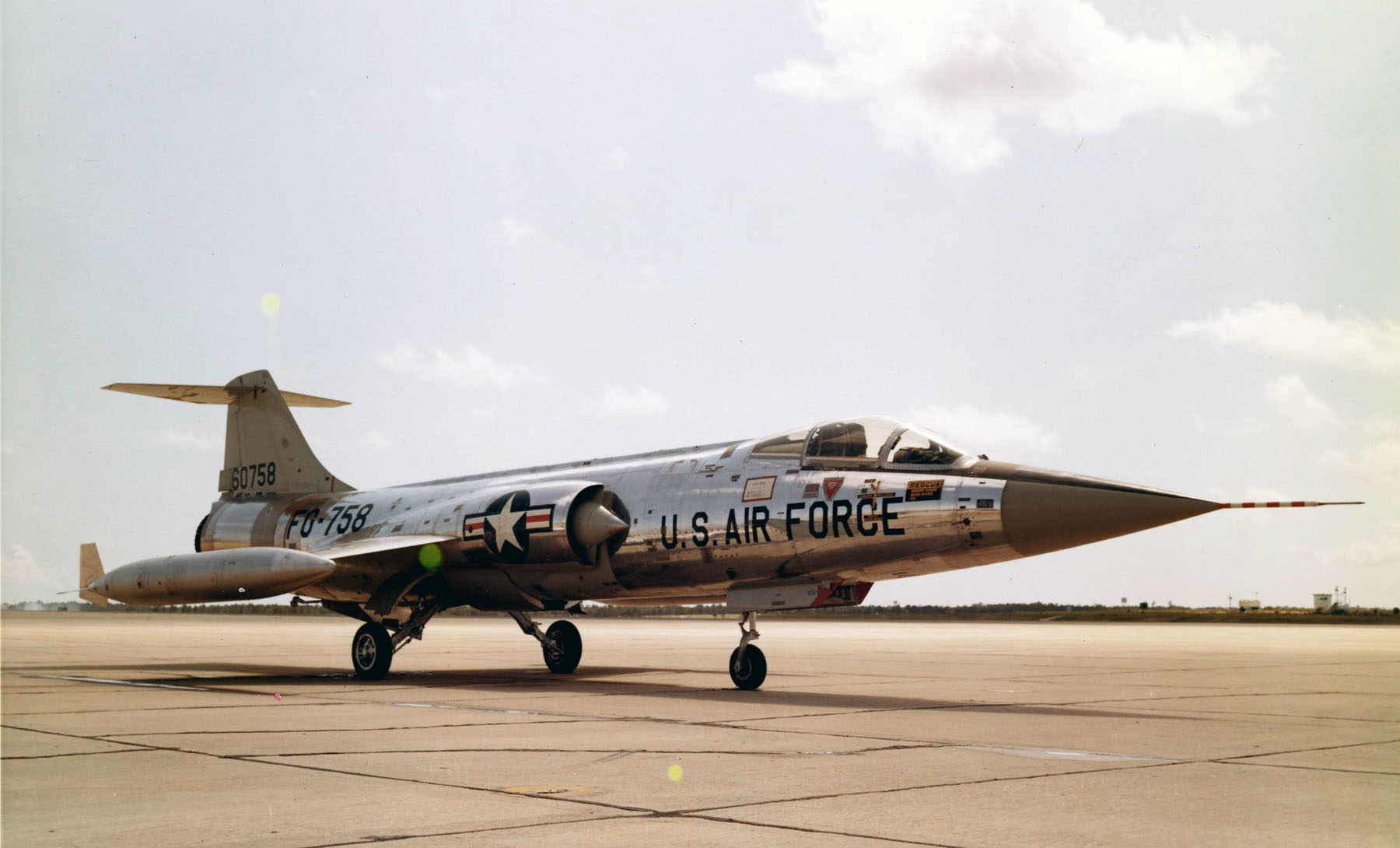
F-104A aux couleurs de l'USAF.

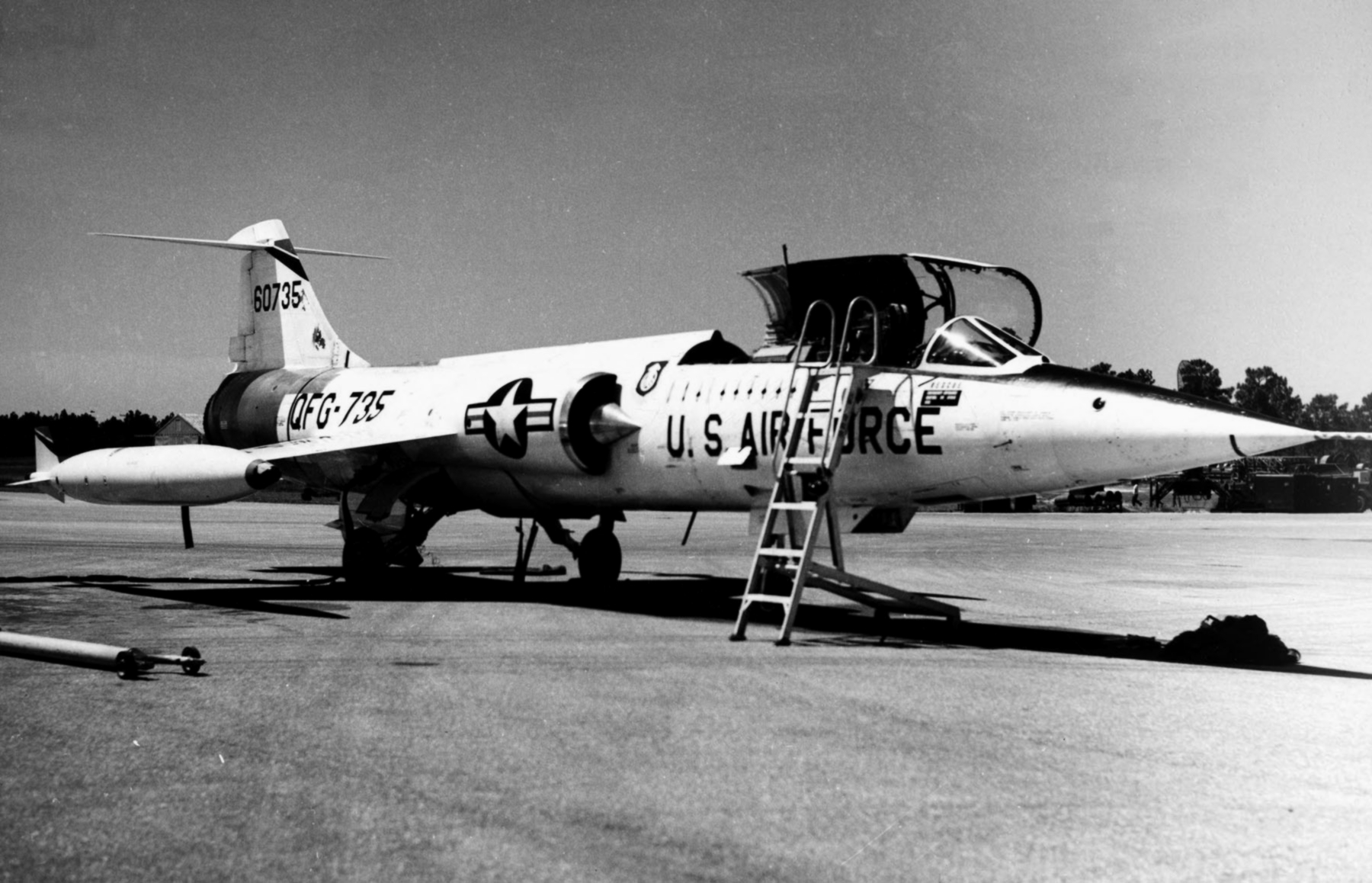
QF-104A.

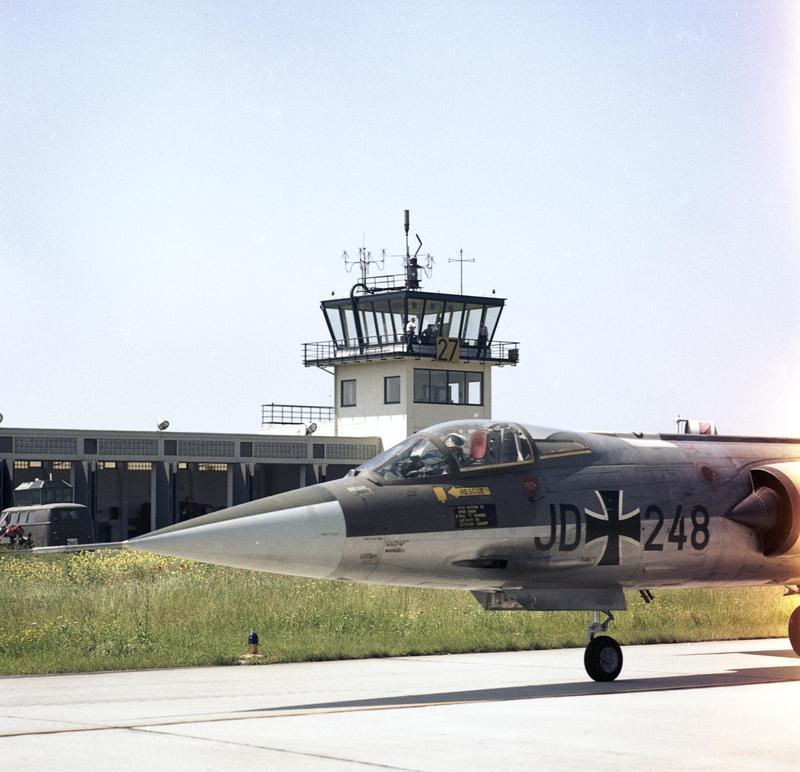
F-104G allemand de la JG-74 en juin 1965.

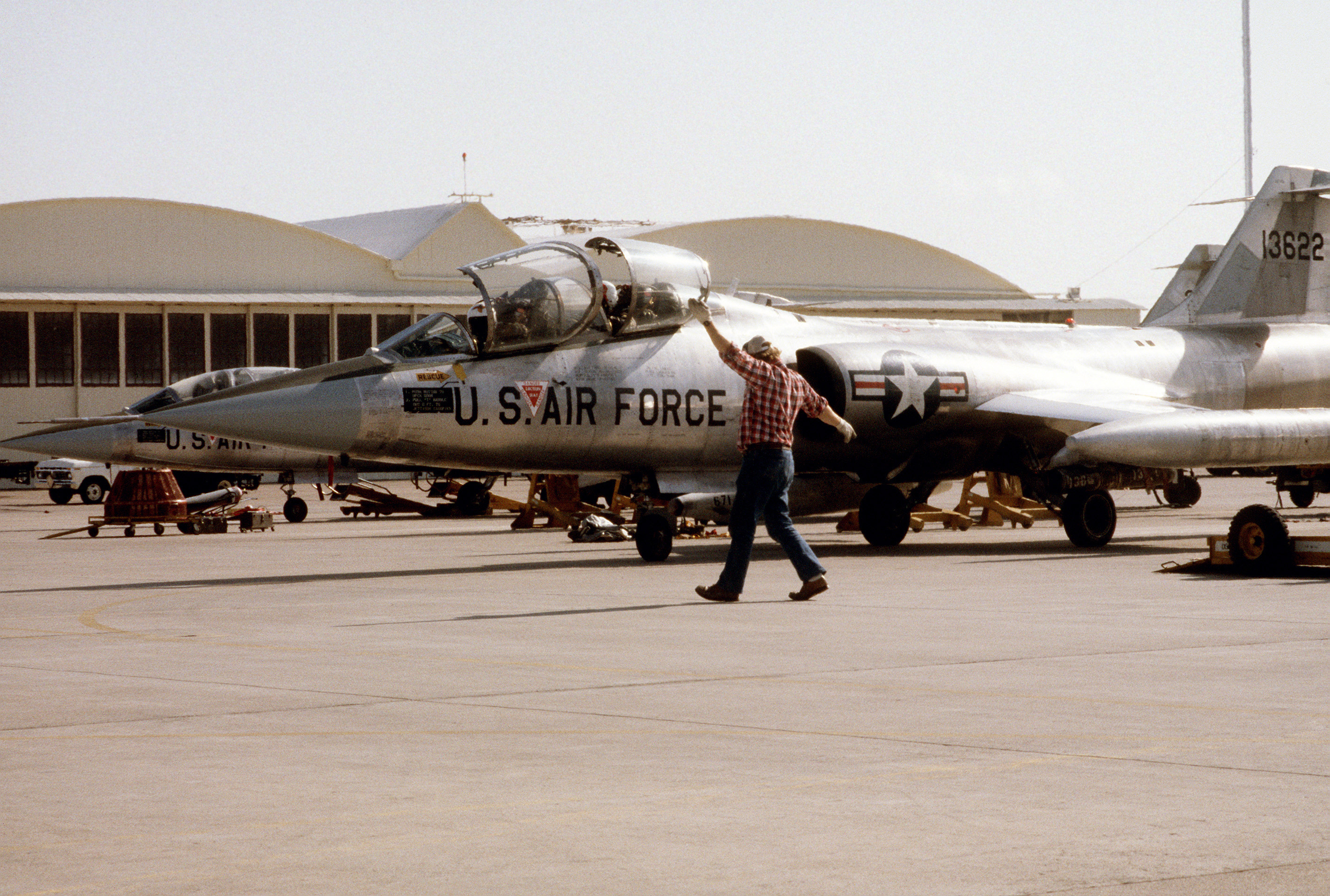
TF-104G 66-13622 du 69th TFTS à Luke Air Force Base en novembre 1982.

Un total de 2 578 F-104 aura été produit par Lockheed et sous licence par les différents constructeurs étrangers qui en construisirent plus de 1 500. Les principales versions étaient :
XF-104Prototype construit à deux exemplaires (s/n 53-7786 et s/n 53-7787 c/n / msn : 083-1002). Premier vol le 4 mars 1954. Réacteurs Pratt & Whitney XJ65-W-6 (le J79 n'était pas encore prêt) d'abord sans, puis avec postcombustion. Siège éjectable vers le bas. Canon Vulcan M61 de 20 mm dans le côté gauche, sous le poste de pilotage. L'un des deux appareils était chargé d'effectuer les tests du canon M61. Les deux appareils ont été détruits à la suite d'un crash.
Le XF-104 s/n 53-7787 (c/n / msn : 083-1002) s'est écrasé le 19 avril 1955.
YF-104AVersion de présérie produite à 17 exemplaires. Premier vol le 17 février 1956. Par rapport au prototype : fuselage allongé de 1,68 m, roue avant se rétractant vers l'avant, deux réservoirs supplémentaires dans le fuselage, réacteur General Electric XJ79-GE-3 de 4 220 kgp à sec, 6 720 kgp avec PC. Utilisés avec les 35 premiers appareils de série pour les essais de mise au point. Le septième exemplaire fut transféré à la NASA.
F-104A153 exemplaires de cette première version de série ont été construits. Le 18 mai 1958, un F-104A marque le nouveau record du monde de vitesse à 2 259,82 km/h.
En service avec l'USAF de 1958 à 1960, avant d'être transférés vers des unités de l'Air National Guard jusqu'en 1963, ils ont ensuite repris le service avec les 319th et 331st Fighter Interceptor Squadrons. Les appareils du 319th ont été remotorisés avec des J-79-GE-19 qui, avec leurs 8 100 kpg, leur permettaient d'atteindre un plafond opérationnel de 22 250 mètres. Tous les F-104A et B ont été retirés de l'USAF en 1969.
Quelques F-104A ont été exportés vers la Jordanie, le Pakistan et Taïwan, chacun de ces pays les ayant utilisé au combat.
NF-104APremier vol le 9 juillet 1963. Trois appareils démilitarisés équipés d'un moteur-fusée additionnel Rocketdyne LR121/AR-2-NA-1 de 2 700 kgp et d'un système de contrôle par réaction ont été utilisés par la NASA pour l'entraînement des astronautes à des altitudes allant jusqu'à 120 800 ft (36 820 m). Un accident qui eut lieu sur un NF-104A, le 10 décembre 1963, avec Chuck Yeager aux commandes, est librement décrit dans l'Étoffe des héros, l'appareil utilisé dans le film n'étant néanmoins pas un véritable NF-104A (il s'agit d'un F-104G dont les réservoirs de bout d'ailes ont été démontés).
QF-104ALes essais du QF ont été menés pendant la période du 9 janvier 1961 au 16 octobre 1961. 22 F-104A ont été convertis en drones et avions d'essais radio-guidés, l'USAF ayant besoin de cibles à haute altitude et à mach élevé pour le développement de missiles sol-air (BOMARC) et air-air (AIM7 - AIM9 - MB1 nucléaire - GAR2B/AIM4).
F-104BVersion biplace d'entraînement à double commande du F-104A, construite à 26 exemplaires. Malgré l'absence de canon interne et une capacité en carburant réduite, le F-104B était apte au combat. En service dans l'USAF aux côtés des F-104A, quelques exemplaires ont également été exportés vers la Jordanie, le Pakistan et Taïwan.
F-104C77 exemplaires de ce chasseur-bombardier ont été construits pour le Tactical Air Command de l'USAF. Le F-104C, qui pouvait être ravitaillé en vol, possédait un radar de tir amélioré AN/ASG-14T-2, cinq pylônes avec la capacité d'emporter une bombe nucléaire Mk 28 ou Mk 43 sur le pylône central. Le 14 décembre 1959, un F-104C a battu le record du monde d'altitude en atteignant 31 515 mètres (103 395 ft).
F-104DVersion biplace d'entraînement à double commande du F-104C, construite à 21 exemplaires.
F-104DJ20 exemplaires de cette version biplace d'entraînement à double commande du F-104J pour la force aérienne d'autodéfense japonaise ont été construits par Lockheed et assemblés par Mitsubishi.
F-104FLes 30 exemplaires de cette version dérivée du F-104D avec le moteur amélioré du F-104G ont été construits pour l'Allemagne comme solution provisoire. Ne possédant pas de radar ni de capacité au combat, ils ont tous été retirés du service en 1971.
F-104G1 122 exemplaires de ce chasseur-bombardier multirôle ont été construits par Lockheed et sous licence par Canadair et un consortium de compagnies européennes comprenant MBB, Messerschmitt, Fiat, Fokker et la SABCA. Le F-104G présentait un fuselage et une structure renforcés avec une capacité en carburant augmentée, une dérive verticale agrandie, un train d'atterrissage renforcé avec des pneus plus grands, et des volets agrandis pour une meilleure manœuvrabilité. L'avionique modernisée comprenait un nouveau radar Autonetics NASARR F15A-41B avec des modes air-air et air-sol et une centrale de navigation inertielle Litton LN-3 (la première à être installée sur un chasseur de production) ainsi qu'un viseur infrarouge.
RF-104GCette version de reconnaissance du F-104G, construite à 189 exemplaires, emportait habituellement trois caméras KS-67A montées à la place du canon.
TF-104GCette version biplace d'entraînement du F-104G, construite à 220 exemplaires, ne possédait ni canon, ni pylône central et avait une capacité d'emport de carburant réduite, mais était néanmoins apte au combat. Un exemplaire de Lockheed portant l'immatriculation civile « N104L » permit (avant son transfert à la force aérienne néerlandaise) à Jacqueline Cochran de battre trois records de vitesse féminins en 1964.
F-104HCe projet d'une version export simplifiée du F-104G ne fut jamais construit.
F-104JLe F-104J était une version du F-104G spécialisée pour l'interception et la supériorité aérienne construite sous licence par Mitsubishi, avec Kawasaki Aircraft Co. comme principal sous-traitant, pour la Force aérienne d'autodéfense japonaise. Sans capacités d'attaque au sol, les F-104J étaient armés d'un canon et de quatre missiles Sidewinder. Quelques-uns furent convertis en fin de carrière en drones radio-contrôlés UF-104J et détruits. Sur les 210 F-104J produits, 3 ont été construits par Lockheed, 29 construits par Mitsubishi à partir de composants livrés par Lockheed et 177 entièrement construits au Japon par Mitsubishi. Leurs réacteurs furent produits par Ishikawajima sous la désignation J79-IHI-11A.
F-104NTrois F-104G sans équipement de combat ont été livrés à la NASA en 1963 pour être utilisés en tant qu'avions d'accompagnement à haute vitesse. L'un d'entre eux, piloté par Joe Walker, entra en collision avec le second XB-70 le 8 juin 1966.

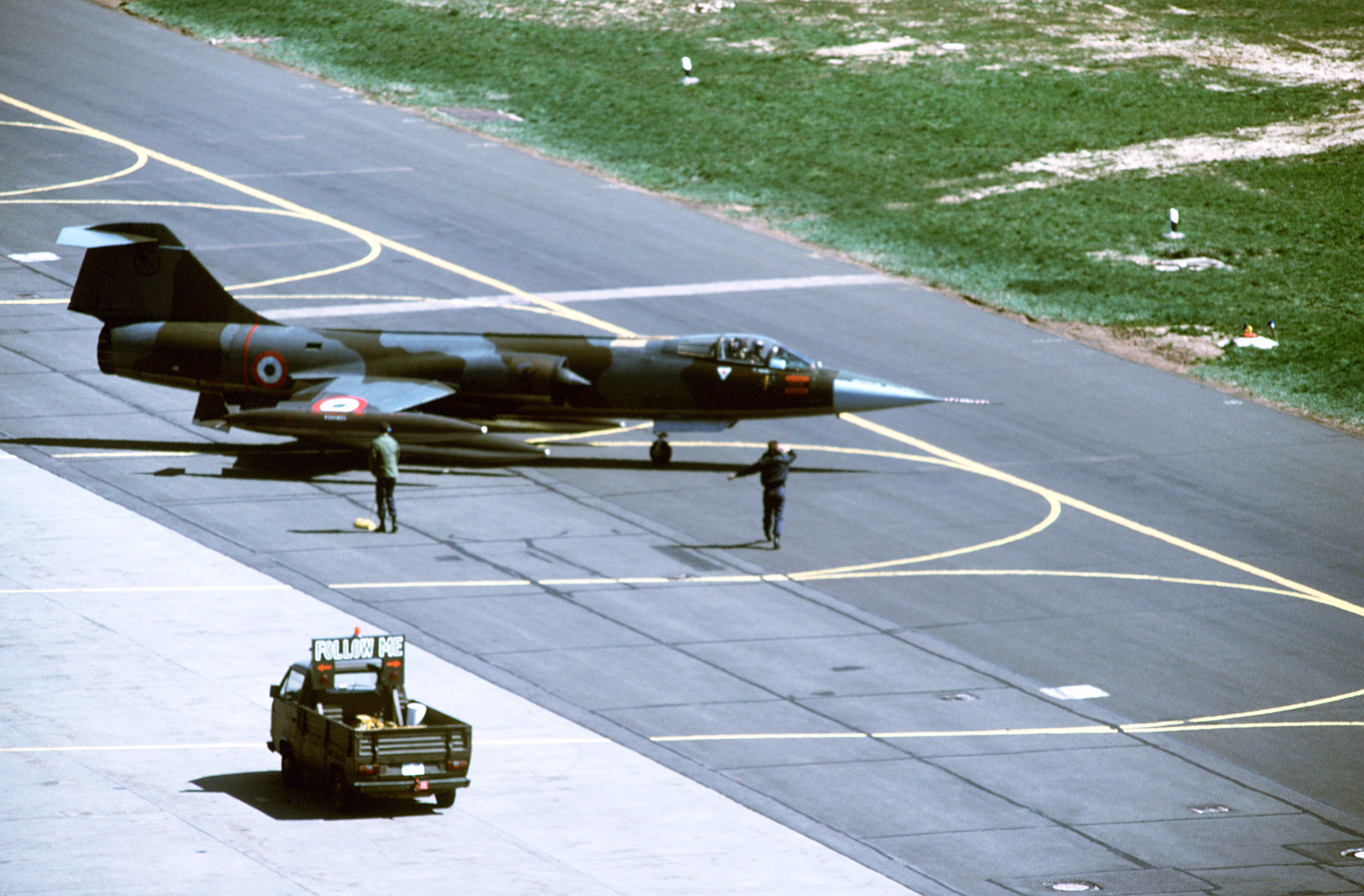
F-104S italien sur la base de Bitburg en 1988.

F-104SLe F-104S, version italienne produite par Fiat, a été produit à 246 exemplaires (un appareil qui s'était écrasé avant la livraison étant souvent non compté dans le décompte total des appareils produits). Le F-104S était optimisé pour l'interception avec un radar NASARR R-21G/H avec indicateur de cible mobile et une onde d'illumination continue pour des missiles à guidage semi-actifs (initialement des AIM-7 Sparrow), deux pylônes d'emport supplémentaires sous les ailes et sous le fuselage (portant le total à neuf points d'emport externes), un réacteur J79-GE-19 plus puissant de 5 384/8 200 kgp de poussée, ainsi que deux dérives ventrales pour augmenter la stabilité. Le canon M61 était sacrifié pour faire de la place à l'avionique pour les missiles, mais retenu dans la version optimisée pour l'attaque au sol. Jusqu'à deux Sparrow et deux missiles Sidewinder (en théorie jusqu'à quatre ou six) étaient portés sous les points d'emport des ailes. Les points d'emport ventraux étaient réservés pour sept bombes de 340 kg ou deux et quatre bombes de 227 et 340 kg.
La masse maximale au décollage du F-104S était plus importante, lui permettant d'emporter jusqu'à 3 400 kg de charges (contre 1 814 kg pour les autres versions du Starfighter). Le rayon d'action pouvait aller jusqu'à 1 250 km avec quatre réservoirs supplémentaires.
F-104S-ASA147 F-104S ont été modernisés en F-104S-ASA (en italien : Aggiornamento Sistemi d'Arma, « Modernisation du système d'arme ») avec un radar Fiat R21G/M1 permettant la visée et le tir vers le bas, un nouveau système IFF et un ordinateur de gestion des armes, ainsi que de nouveaux missiles AIM-9L Sidewinder et Selenia Aspide.
F-104S-ASA/M49 F-104S-ASA ont été portés au standard F-104S-ASA/M (en italien : Aggiornamento Sistemi d'Arma/Modificato) en 1998 avec la mise en place d'un GPS, un nouveau TACAN LN-30A2 INS, une structure renforcée et un cockpit amélioré. Tous les équipements relatifs à l'attaque au sol sont retirés. Derniers F-104S en service actif, ils furent remplacés en décembre 2004 par des F-16 en attendant l'arrivée des Eurofighter Typhoon.

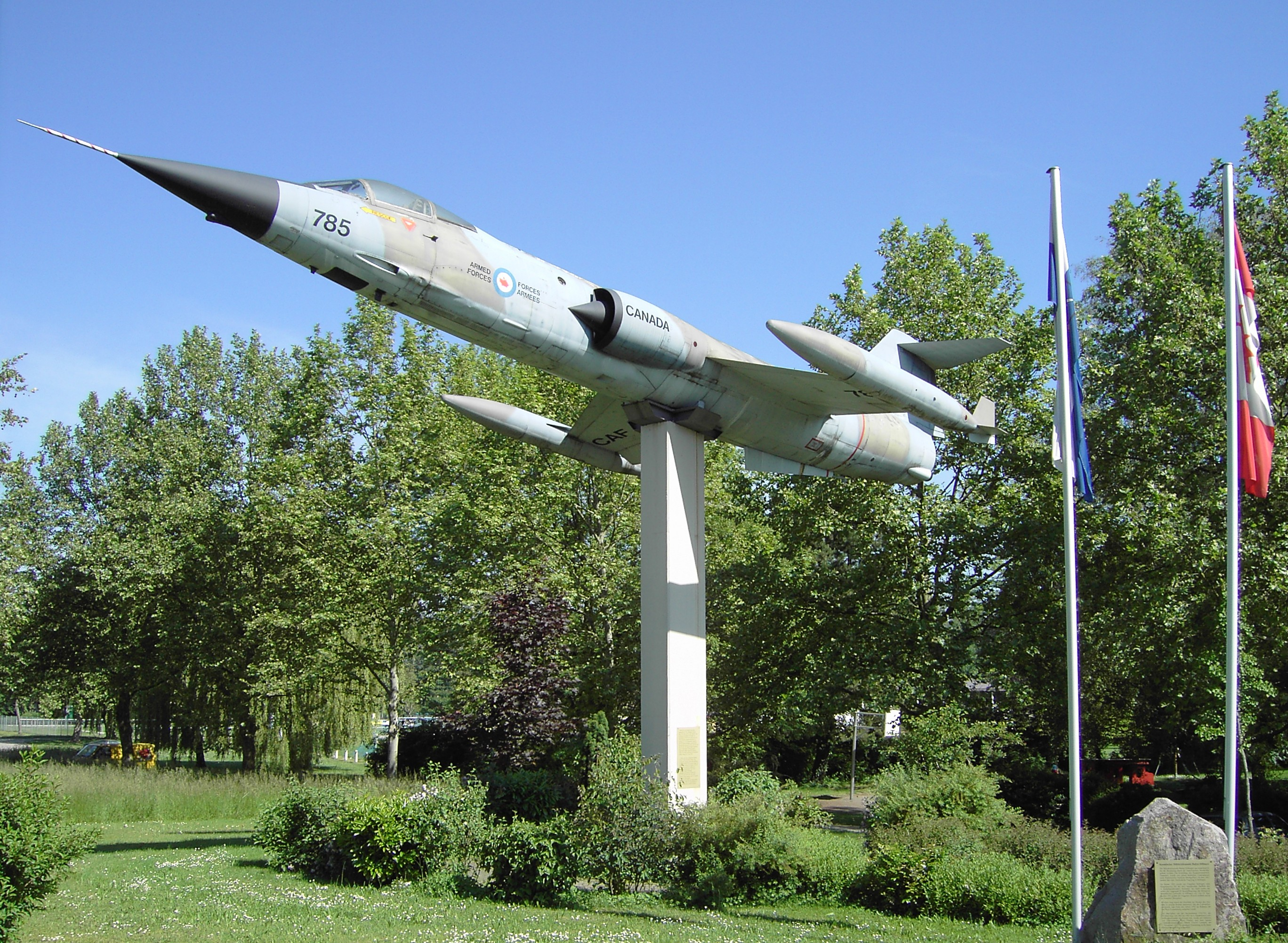
Un CF-104 de la RCAF en exposition permanente en 2005.

CF-104200 exemplaires de cette version optimisée pour l'attaque nucléaire ont été construits sous licence par Canadair. Équipés d'un radar R-24A avec un mode air-air, ils étaient construits sans canon (réinstallé après 1972) et disposaient de réservoirs de carburant internes supplémentaires pour leur réacteur J79-OEL-7 de 4 535/7 150 kgp, produit sous licence par Orenda Engines (en).
CF-104D38 appareils de cette version biplace d'entraînement du CF-104, motorisés avec un J79-OEL-7, ont été construits par Lockheed. Quelques-uns ont été transférés ultérieurement aux forces aériennes du Danemark, de la Norvège et de la Turquie.

## Service opérationnel

### Dans l'US Air Force

#### USAFAir Defense Command

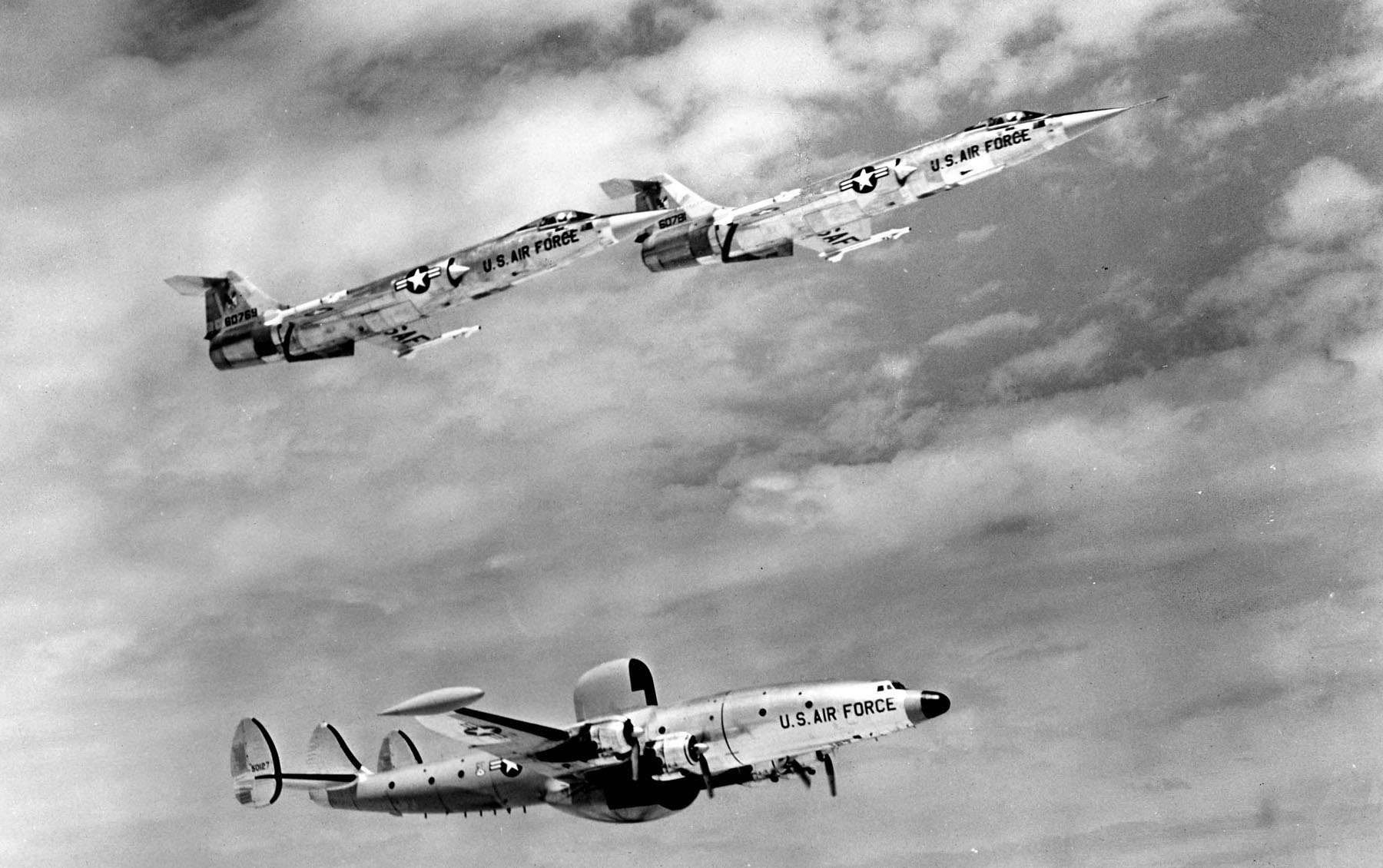
Des F-104A-15-LOs en vol avec un EC-121 Warning Star.

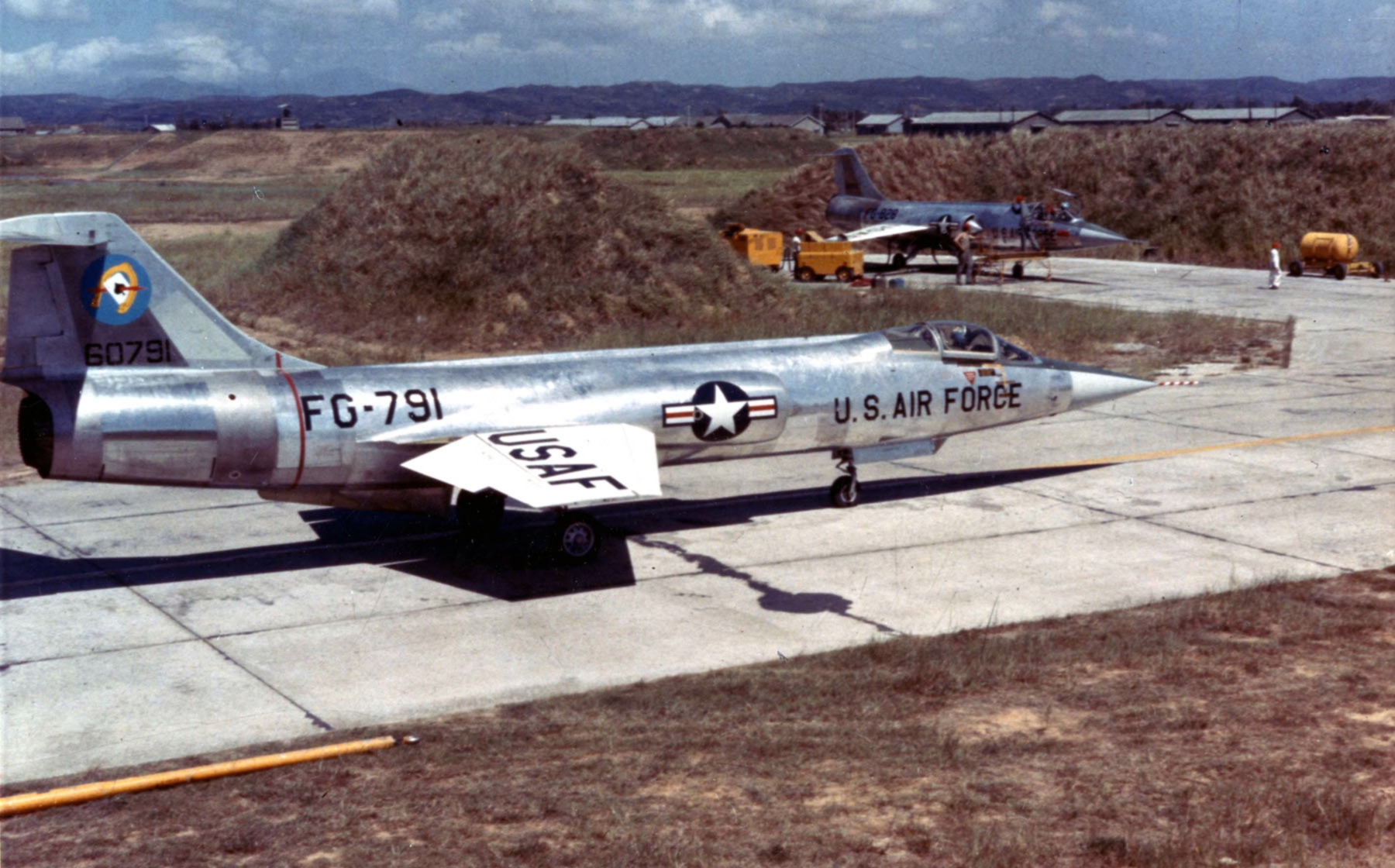
F-104A du 83rd Fighter Interceptor Squadron sur la base de Taoyuan (Taiwan) le 15 septembre 1958, durant la seconde crise du détroit de Taïwan.

Le F-104A fut utilisé pendant quelque temps en tant qu'intercepteur par l'Air Defense Command/Aerospace Defense Command de l'USAF, bien que l'armement et le rayon d'action du Starfighter ne soient guère adaptés à cette mission. Le 20 février 1958, le 83 rd Fighter Interceptor Squadron de Hamilton AFB fut la première unité à être opérationnelle sur F-104A. Après une série d'accidents dus aux moteurs de ses F-104A, l'unité fut interdite de vol après seulement trois mois d'activité. Les vols ne reprirent qu'une fois que les réacteurs aient été remplacés par des J79-3B, et trois nouvelles unités de l'ADC furent transformées sur F-104A. En même temps, l'USAF réduisit sa commande initiale de 722 Starfighters à 155.
Les Starfighters de l'ADC furent retirés des unités d'active après un an de service et transférés vers des unités de l'Air National Guard. Il faut cependant rappeler que le F-104 avait été conçu comme une solution d'attente avant la livraison des F-106 Delta Dart.

#### Tactical Air Command
La version suivante, F-104C, entra en service avec le Tactical Air Command en tant que chasseur-bombardier multirôle. Le 479th Tactical Fighter Wing de George Air Force Base fut la première unité à voler sur cet appareil, à partir de septembre 1958. Bien qu'il ne soit guère adapté au théâtre d'opérations, le F-104 fut utilisé pour quelques missions pendant la Guerre du Viêt Nam. En 1967, les Starfighters du TAC sont transférés à l'Air National Guard.

#### Guerre du Viêt Nam
La participation du Starfighter commença lors de l'opération Rolling Thunder en 1965. Bien qu'ils aient été utilisés dans le cadre de missions de supériorité aérienne et de support aérien, les F-104C basés à Da Nang ne connurent que peu d'engagements avec des appareils ennemis et aucune victoire, mais eurent un important rôle de dissuasion contre les MiG.
Le premier des deux déploiements de Starfighters au Viêt Nam eut lieu entre avril 1965 et novembre 1965 avec un total de 2 937 sorties de combat. Pendant ce déploiement, deux F-104 furent abattus par des tirs venant du sol, un autre abattu par un Shenyang J-6 (version chinoise du MiG-19) de la marine chinoise le 20 septembre 1965 alors qu'il entrait dans l'espace aérien de l'île d'Hainan, et deux autres enfin perdus à la suite d'une collision en plein vol le même jour lors d'un engagement de combat.
Le 476th Tactical Fighter Squadron fut déployé d'avril 1965 à juillet 1965, perdant un Starfighter. Le 436th TFS, quant à lui, perdit quatre appareils pendant son déploiement de juillet 1965 à octobre 1965.
Les Starfighters connurent leur deuxième déploiement au Viêt Nam quand le 435th TFS y séjourna de juin 1966 à juillet 1967, accomplissant 2 269 sorties de combat. Neuf F-104 furent perdus : deux victimes de tirs venant du sol, trois abattus par des missiles sol-air et quatre à la suite d'incidents mécaniques (problèmes de réacteurs).
Alors qu'ils étaient remplacés par des F-4 Phantom II en juillet 1967, un total de quatorze F-104 avait été perdu au Viêt Nam.
Les F-104 en service au Viêt Nam furent modernisés avec des récepteurs radar d'alerte APR-25/26, l'un d'entre eux étant toujours exposé à l'Air Zoo de Kalamazoo (Michigan).

#### Fin de service aux États-Unis
L'USAF ne fut pas très satisfaite du Starfighter et n'en commanda que 296 exemplaires monoplaces et biplaces, toutes versions confondues. À cette époque, la doctrine de l'USAF ne laissait que peu de place à la supériorité aérienne (les « vraies » missions de chasse), et le Starfighter ne sembla pas répondre aux besoins en termes d'intercepteur ou de chasseur-bombardier tactique, car il manquait à la fois la capacité d'emport et la capacité de survie des autres chasseurs de l'époque en service dans l'USAF.
Son utilisation dans l'USAF déclina dès la fin de 1965, les derniers Starfighters en service actif quittant l'USAF en 1969. Le F-104 resta néanmoins dans les rangs de la Garde nationale de Porto Rico jusqu'en 1975.
Les derniers Starfighters à voler sous les couleurs américaines furent les F-104G et TF-104G de la Luftwaffe, basés à Luke Air Force Base (Arizona) pour l'entraînement des pilotes allemands. Malgré leurs cocardes de l'USAF, ces Starfighters (dont certains construits en Allemagne) appartenaient en fait à l'Allemagne de l'Ouest. Ils continuèrent à voler jusqu'en 1983. C'est un de ces avions qui fut utilisé lors du tournage du film L'Etoffe des héros.

### Conflit du Détroit de Taiwan en 1967
Le 13 janvier 1967, quatre F-104G de la Force aérienne de la République de Chine engagent le combat contre une formation de douze MiG-19 de la Force aérienne chinoise au-dessus de l'ile de Kinmen. Un MiG-19 fut abattu, ainsi qu'un F-104.

### Guerres indo-pakistanaises
Au petit matin du 6 septembre 1965, le Flight Lieutenant pakistanais Aftab Alam Khan marqua le début des combats aériens pendant la guerre entre l'Inde et le Pakistan de 1965, en revendiquant une victoire aérienne à bord de son F-104 contre un Mystère IV indien. Cette victoire, contestée par les Indiens, serait la première victoire aérienne d'un appareil capable d'atteindre Mach 2 et la première victoire par missile de la force aérienne pakistanaise (Pakistan Air Force ou PAF).
La PAF perdit un F-104 pendant les opérations de 1965 tout en revendiquant deux victoires sur des avions indiens.
Un Starfighter serait à l'origine de l'interception d'un Gnat de la Force aérienne indienne le 3 septembre 1965. Des F-104 ont été dirigés vers le Gnat qui volait au-dessus du Pakistan alors qu'il retournait vers sa base d'origine. Les passages supersoniques très rapprochés des F-104 forcèrent le pilote du Gnat à se rendre, puis descendre son train d'atterrissage et atterrir sur un terrain pakistanais désaffecté. Les Indiens prétendent que le Squadron Leader Brij Pal Singh fit une erreur de navigation qui l'obligea à se poser sur ce terrain pakistanais. Il fut retenu comme prisonnier de guerre avant d'être relâché (il termina sa carrière avec le rang d'Air Marshall). Le Gnat indien est aujourd'hui exposé au Musée de la PAF à Karachi.
Pendant la guerre de 1971, et notamment après l'introduction du MiG-21 en Inde, le Starfighter n'était plus guère considéré comme une véritable menace. Quatre F-104 ont été perdus lors de combats avec des MiG-21. L'un des pilotes réussit à s'éjecter au-dessus de la mer, mais les secours indiens ne réussirent pas à retrouver le pilote dans les eaux infestées de requins. Un Alizé de la marine indienne fut néanmoins abattu par un F-104 pakistanais de retour d'une mission annulée.

### Invasion turque de Chypre
Le 22 juillet 1974, lors de l'invasion turque de Chypre, une flottille de trois destroyers de la marine turque est attaquée par erreur par des F-104 de l'aviation turque la prenant pour une force grecque. Le TCG Kocatepe (D 354), de la classe Gearing, est coulé, faisant 67 morts, et les deux autres navires gravement endommagés.

### Service international
Au moment même où le F-104 tombait en disgrâce aux États-Unis, la Luftwaffe allemande s'intéressait de très près au chasseur multirôle. Le F-104G fut présenté comme une conversion d'un chasseur temps clair en un chasseur tous temps spécialisé dans l'attaque au sol, la reconnaissance et l'interception. L'appareil trouva un marché additionnel avec les autres pays de l'OTAN, conduisant finalement à la production de 2 578 appareils de toutes versions aux États-Unis, mais aussi et surtout sous licence dans d'autres pays. Sept pays reçurent leurs Starfighters dans le cadre du plan d'aide américain du Military Assistance Program (MAP). Les réacteurs américains furent retenus et construits sous licence en Europe, au Canada et au Japon. Le siège éjectable Lockheed initialement choisi fut remplacé plus tard dans certains pays par des Martin-Baker zéro-zéro réputés plus sûrs.

## Pays utilisateurs

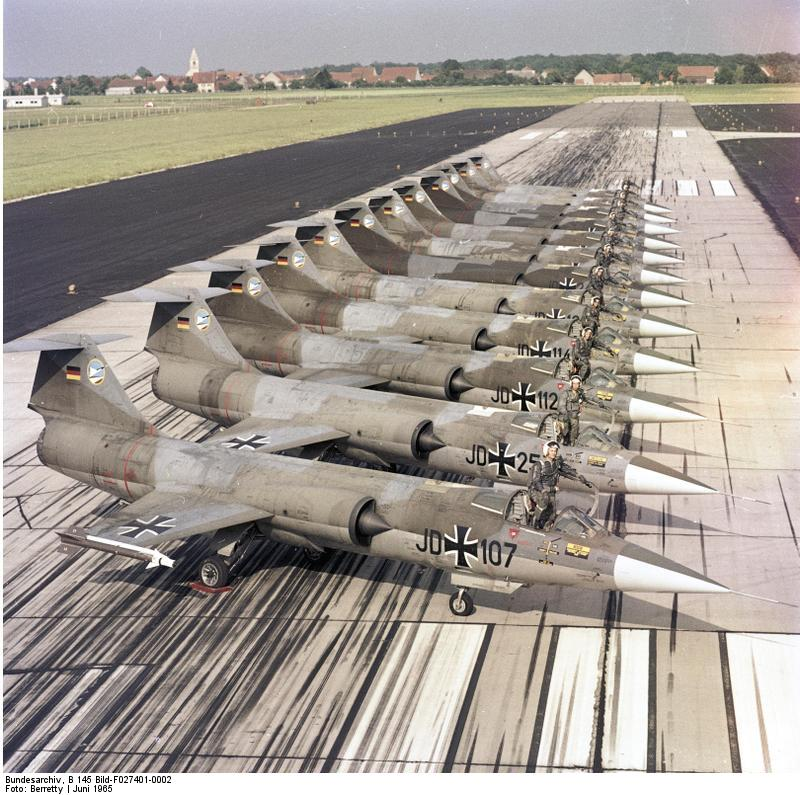
Starfighters du JG 74 en 1965.

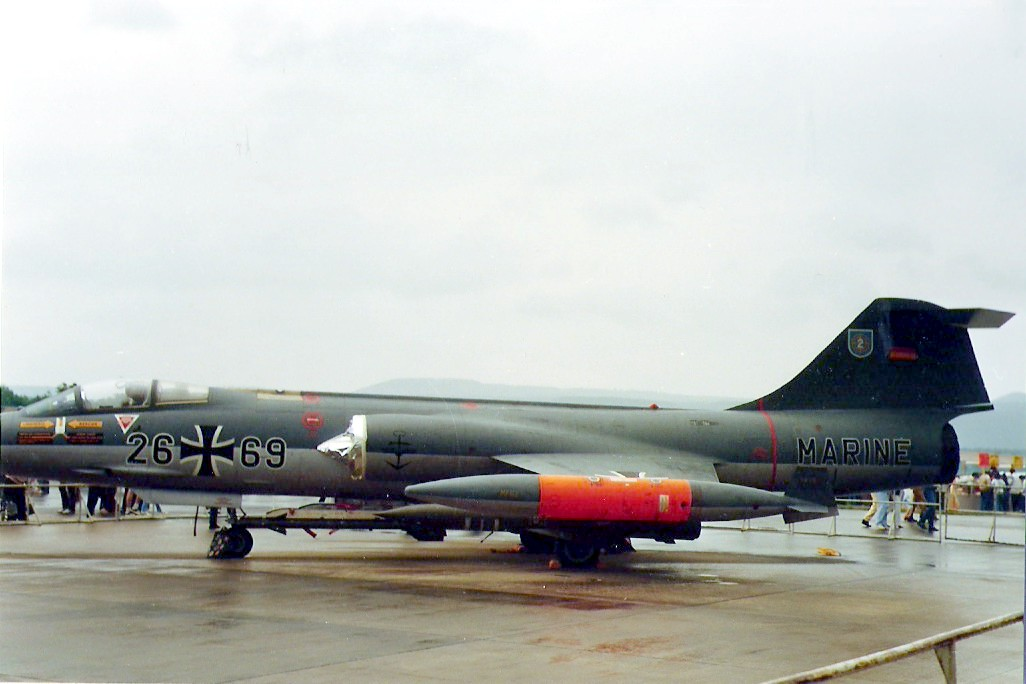
F-104G du MFG-2 en 1984.

Le F-104 était en service dans les forces aériennes des pays suivants :

### Allemagne de l’Ouest
Les 916 F-104 reçus par l'Allemagne de l'Ouest (soit 749 R/F-104G, 137 TF-104G et 30 F-104F) formaient le principal appareil de combat de la Luftwaffe et de la composante aérienne de sa marine, le Marineflieger. Au pic de son utilisation, la Luftwaffe avait cinq escadres (ou Geschwader) d'attaque au sol, deux escadres d'interception et deux escadres de reconnaissance équipées de F-104. Deux escadres supplémentaires de la marine fédérale avaient des missions d'attaque anti-surface et de reconnaissance maritime.
Le Starfighter entra en service dans la Luftwaffe en juillet 1960, avec des livraisons continuant jusqu'au mois de mars 1973. Les derniers F-104 de la Luftwaffe quittèrent les unités de première ligne le 16 octobre 1987 tout en continuant d'être utilisés dans des unités de tests jusqu'au 22 mai 1991.
Les deux escadres sur RF-104G firent leur transition sur RF-4E Phantom au début des années 1970.
Le Marineflieger commencèrent à utiliser des missiles AS.30 dans le cadre de leurs missions anti-navires avant de les remplacer par des AS.34 Kormoran plus modernes.
Les Starfighters allemands avaient un taux d'attrition alarmant (ce qui mena les pilotes de la Bundesmarine et de la Luftwaffe à donner à l'appareil les surnoms de « Faiseur de veuves », « Cercueil volant » ou « Fallfighter ») bien qu'équivalent aux pertes d'avions comme le Mirage III et le Vought F-8 Crusader, mais dans une période plus courte. Entre 1961 et 1989, 292 des 916 F-104 allemands s'écrasèrent, occasionnant la mort de 115 pilotes,. En 1962, lors d'une répétition pour l'inauguration du F-104F à la Luftwaffe, un accident provoquant la mort des quatre pilotes (dont un américain), attribué à une erreur de pilotage du leader, poussa la Luftwaffe à interdire les vols acrobatiques en formation. Un tiers des accidents de cet appareil monomoteur ont été imputés à l'arrêt du moteur en cours de vol, ce qui a conduit la Luftwaffe à ne sélectionner, par la suite, que des biréacteurs pour le renouvellement de sa flotte.
Unités de la Luftwaffe
Escadres de reconnaissance
- Aufklärungsgeschwader 51 « Immelmann » (Escadre de reconnaissance) basée à Ingolstadt Manching Airportlstadt/Manching (de)
- Aufklärungsgeschwader 52 basée à Leck

Escadres de chasseurs-bombardiers
- Jagdbombergeschwader 31 « Boelcke » basée à Nörvenich
- Jagdbombergeschwader 32 basée à Lechfeld
- Jagdbombergeschwader 33 basée à Büchel
- Jagdbombergeschwader 34 basée à Memmingen
- Jagdbombergeschwader 35 basée à Pferdsfeld
- Jagdbombergeschwader 36 basée à Rheine-Hopsten (en)

Escadres de chasse
- Jagdgeschwader 71 « Richtofen » basée à Wittmundhafen
- Jagdgeschwader 74 basée à Neuburg

Marineflieger
- Marinefliegergeschwader 1 basée à Schleswig-Jagel
- Marinefliegergeschwader 2 basée à Eggebek

### Belgique
La Belgique utilisa 101 F-104G construits sous licence par SABCA et 12 TF-104G biplaces construits par Lockheed, un F-104G s'étant écrasé avant sa livraison. Le Starfighter servit avec la Force aérienne belge pendant un peu plus de vingt ans, entre le 14 février 1963 et le 19 septembre 1983, avant d'être remplacés par le F-16. 23 restants furent vendus à Taïwan, et 18 à la Turquie. 38 F-104G et 3 TF-104G furent perdus dans des accidents.
Force aérienne belge
- 1er Wing basé à Beauvechain
  - 349e escadrille
  - 350e escadrille
- 10e Wing basé à Kleine-Brogel
  - 23e escadrille
  - 31e escadrille

Plusieurs d´entre eux restent visibles en Belgique, dont à l´entrée du zoning industriel de Milmort.

### Canada

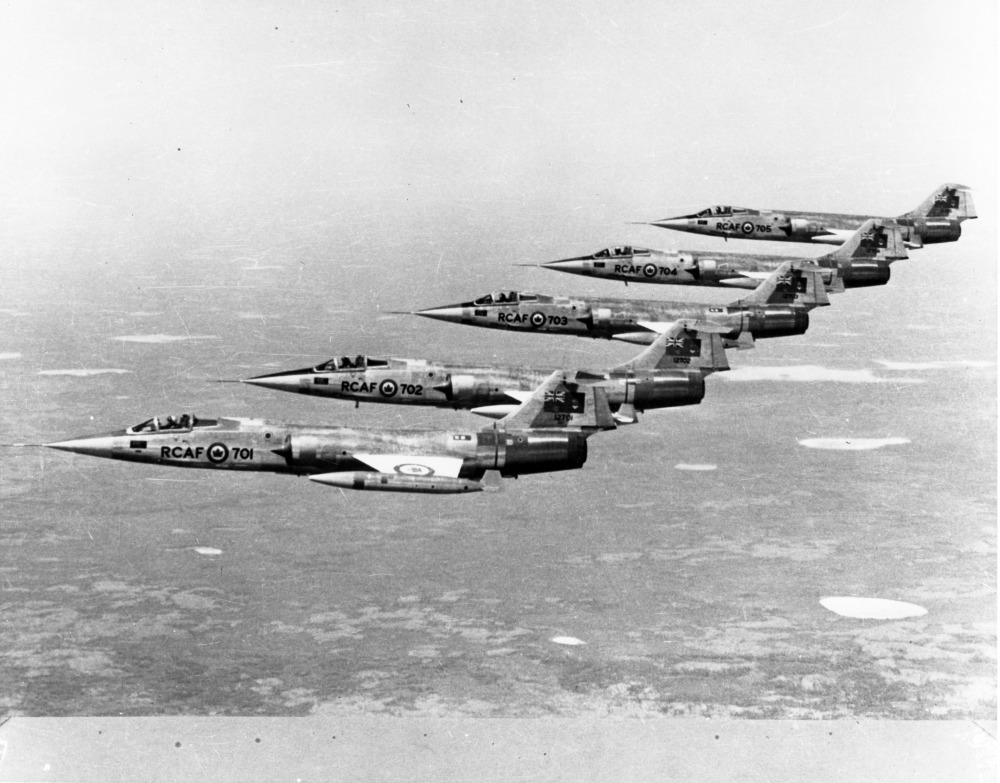
Les cinq premiers CF-104 construit en 1961 en formation. Tous sont construits à l'usine de Cartieville de Canadair sauf le 702 construit à l'Air Force Plant 42 Palmdale.

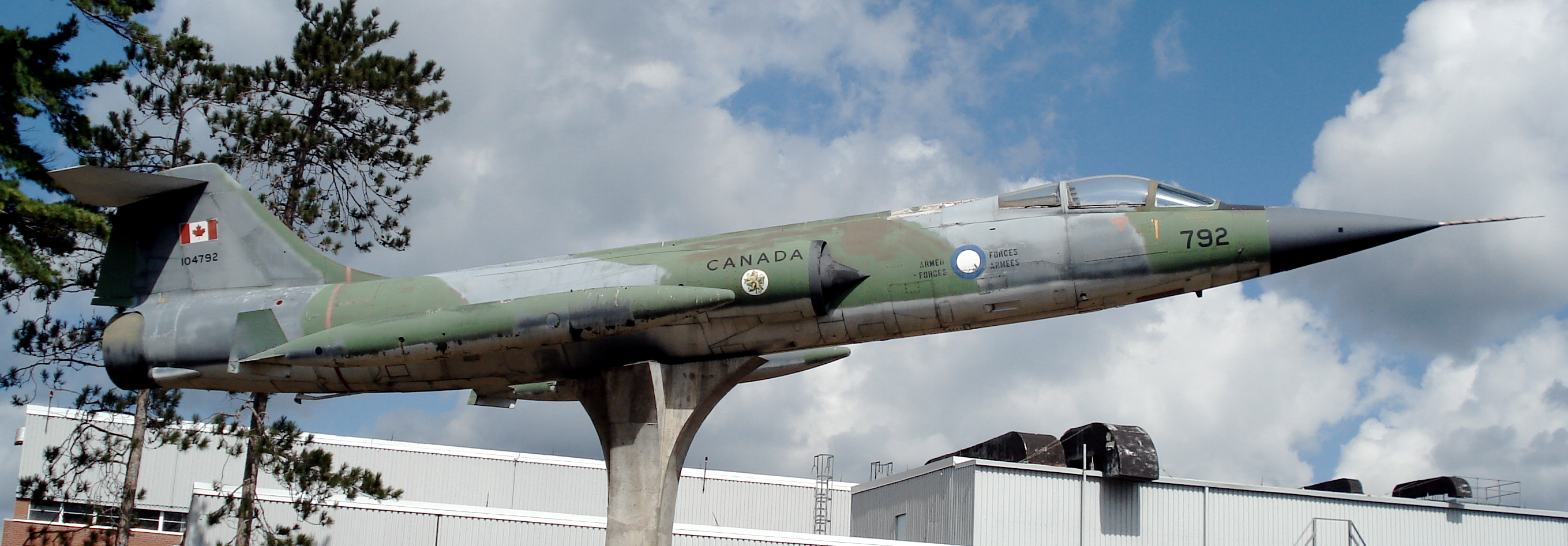
CF-104 canadien au musée de CFB Borden.

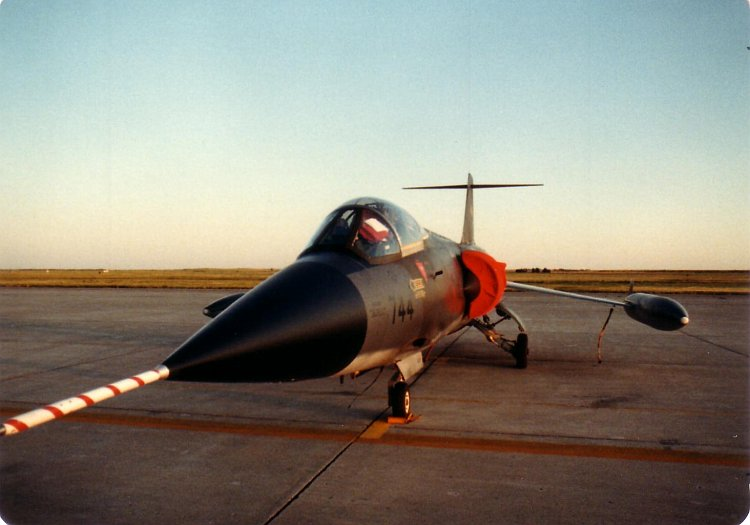
Un Starfighter canadien à la BFC Moose Jaw en 1982.

La RCAF, unifiée en 1968 avec les trois autres armes dans les Forces canadiennes, utilisa entre 1962 et 1986 un total de 200 CF-104 construits par Canadair à l'usine de Cartierville et 38 biplaces CF-104D construits par Lockheed. Près de 110 appareils s'écrasèrent en Europe : son usage intensif, surtout dans des missions d'attaque et de reconnaissance à très basse altitude, ainsi que les mauvaises conditions météo, furent la cause de près de 50 % des pertes. Les appareils canadiens avaient une moyenne de 6 000 heures de vol au compteur à leur retrait, soit le triple des Starfighters allemands. Des CF-104 en surplus furent transférés au Danemark, à la Norvège et à la Turquie.
Force aérienne du Canada (anciennement Aviation royale du Canada ou RCAF)
- 1re escadre basée à Marville en France puis Lahr en Allemagne
  - 439e escadron (Sabre-Toothed Tiger)
  - 441e escadron (Silver Fox)
- 2e escadre basée à Grostenquin puis Baden-Söllingen et enfin Lahr
  - 421e escadron (Red Indian)
  - 430e escadron (Silver Falcon)
- 3e escadre basée à Grostenquin puis Baden-Söllingen et enfin Deux-Ponts
  - 427e escadron (Lion)
  - 434e escadron (Bluenose)
- 4e escadre basée à Baden-Söllingen
  - 422e escadron (Tomahawk)
  - 444e escadron (Cobra)
- Centre expérimental d'ingénierie aérospatiale
- 6 Strike-Recce OTU
- 417e escadron d'entraînement opérationnel de la RCAF

### Danemark

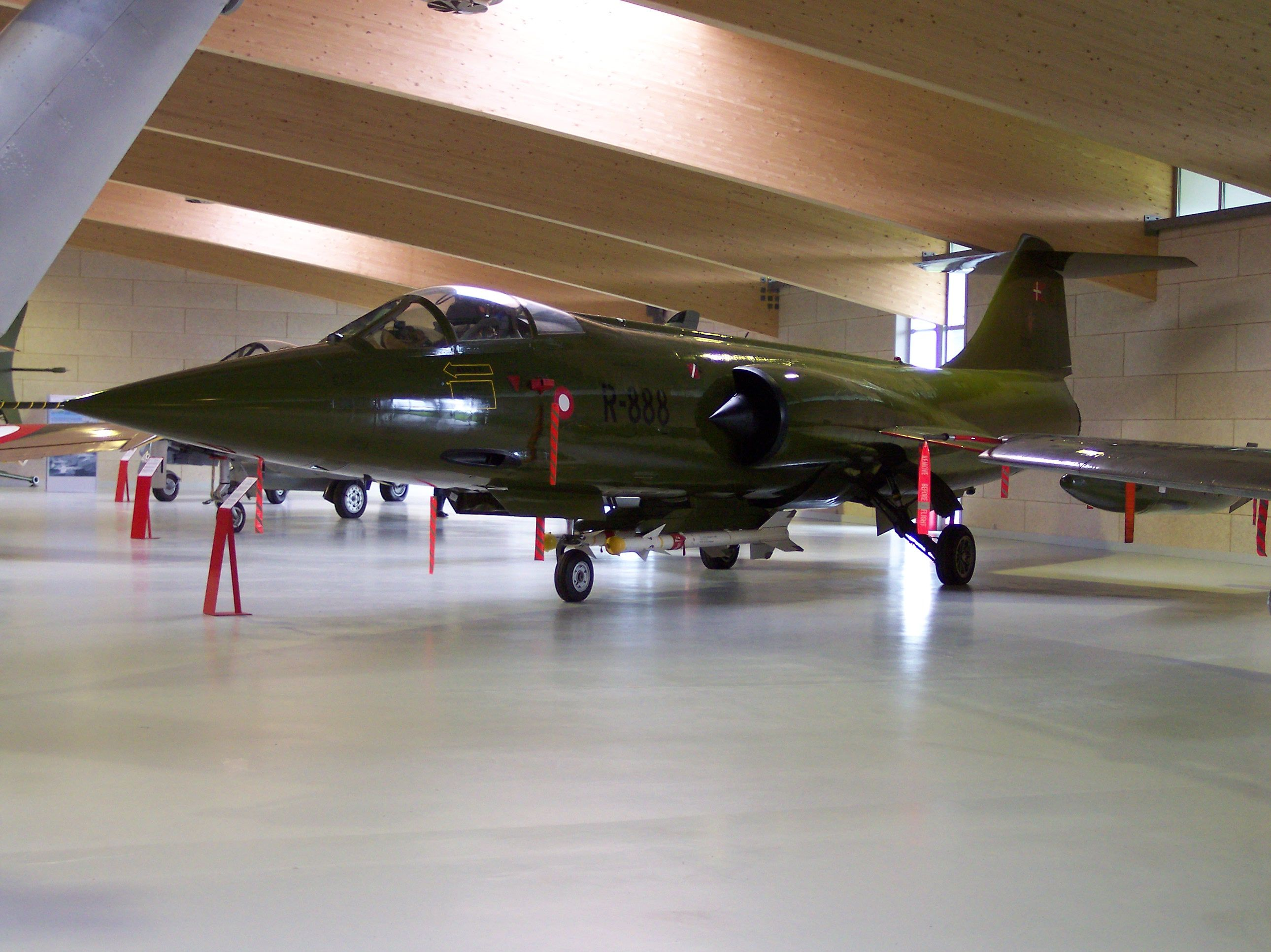
F-104 danois.

Le Danemark reçut initialement 25 F-104G construits sous licence par Canadair et 4 TF-104G de Lockheed dans le cadre du programme d'assistance Military Assistance Program (MAP). Des avions canadiens en surplus furent transférés plus tard, entre 1972 et 1974 (15 CF-104 et 7 CF-104D). 51 Starfighters en tout ont donc été utilisés par la Force aérienne du Danemark, avant leur retrait du service en 1986. 15 F-104G et 3 TF-104G furent transférés vers Taïwan en 1987.
Force aérienne du Danemark
- Eskadrille 723 basée à Aalborg
- Eskadrille 726 basée à Aalborg

### Espagne
La Force aérienne espagnole a également reçu des F-104 dans le cadre du programme Military Assistance Program : 18 F-104G construits par Canadair (C.8) et 3 TF-104G construits par Lockheed (CE.8) furent livrés à l'Ejercito del Aire en 1965.
Lors de leur remplacement par des F-4C Phantom II en 1972, ces Starfighters ont été transférés à la Grèce et à la Turquie. Il est utile de noter qu'aucun Starfighter espagnol ne fut perdu malgré plus de 17 000 heures de vol. Il est vrai que l'Espagne n'utilisa le Starfighter que dans son rôle initial d'intercepteur et sous un climat la plupart du temps excellent.
Ejercito del Aire
- Ala 6 basée à Torrejon Air Base (redesignée plus tard Ala 16)
  - 61 Escuadron (redesigné plus tard 161 Escuadron) et 104 Escuadron

### États-Unis
United States Air Force
Tactical Air Command

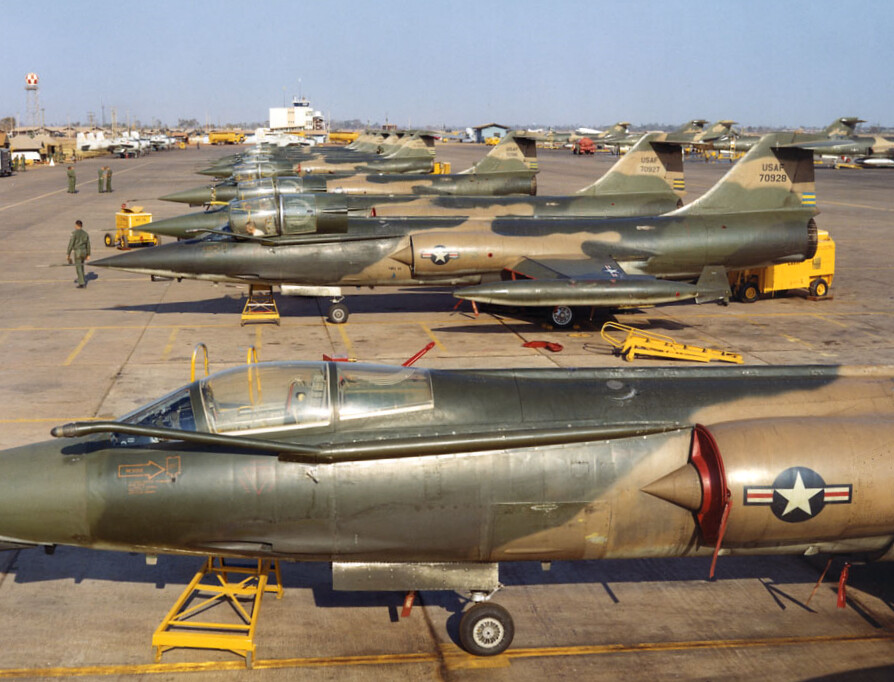
F-104C du 457th TFS à Da Nang au Viêt Nam en 1965.

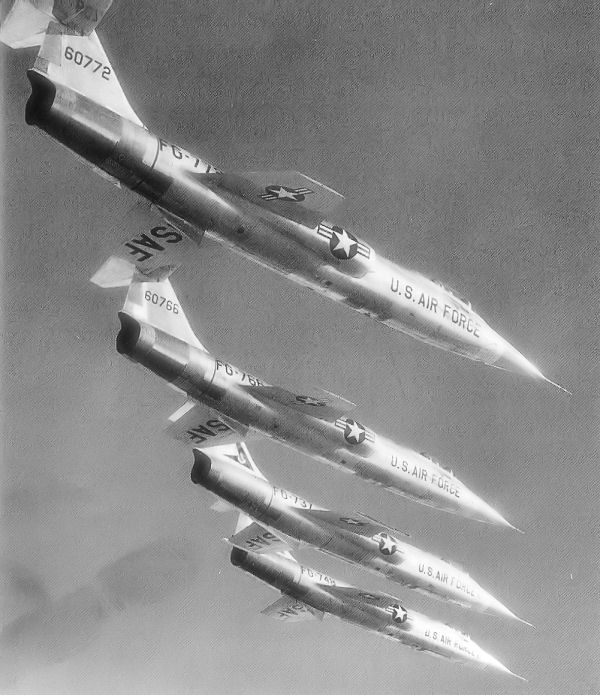
F-104A du 83rd FIS en 1958.

- 479th Tactical Fighter Wing basé à George Air Force Base, Californie
  - 434th Tactical Fighter Squadron
  - 435th Tactical Fighter Squadron
  - 436th Tactical Fighter Squadron
  - 476th Tactical Fighter Squadron

Air Defense Command
- 83d Fighter Interceptor Squadron basé à Hamilton Air Force Base, Californie
- 56th Fighter Interceptor Squadron basé à Wright-Patterson Air Force Base, Ohio
- 337th Fighter Interceptor Squadron basé à Westover Air Force Base, Massachusetts
- 538th Fighter Interceptor Squadron basé à Larson Air Force Base, Washington

Air National Guard
- Arizona Air National Guard
  - 197th Fighter Interceptor Squadron
- Florida Air National Guard
  - 32d Air Division basée à Homestead Air Force Base
    - 319th Fighter Interceptor Squadron
    - 331st Fighter Interceptor Squadron
- Puerto Rico Air National Guard
  - 198th Tactical Fighter Squadron
- South Carolina Air National Guard
  - 157th Fighter Interceptor Squadron
- Tennessee Air National Guard
  - 151st Fighter Interceptor Squadron

### Grèce

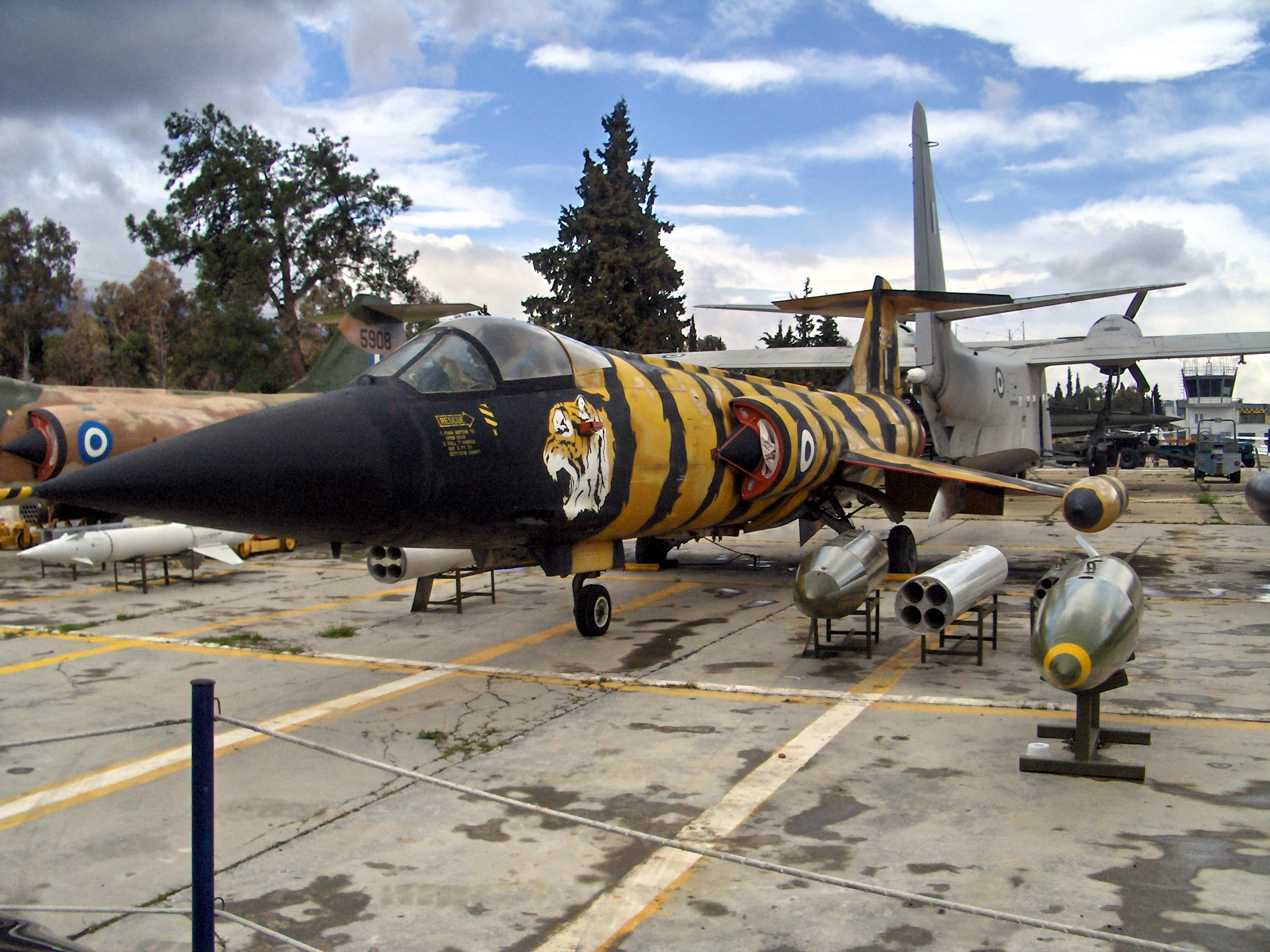
F-104G du escadron de la Force aérienne grecque portant une décoration spéciale pour un Tiger Meet.

La Grèce a reçu 45 F-104G et 6 TF-104G de première main dans le cadre des accords MAP. Cette livraison initiale fut complétée plus tard par de nombreux F-104 de seconde main d'autres pays de l'OTAN, dont 79 de l'Allemagne, 7 des Pays-Bas et 9 d'Espagne. Entrés en service en Grèce en avril 1964, les derniers Starfighters grecs quittèrent le service actif en mars 1993, après avoir équipé deux escadrons.
Force aérienne grecque
- 335 Moira « Tigris » basé à Tanagra / Araxos
- 336 Moira « Olympos » basé à Tanagra / Araxos

### Italie
Le F-104 a été un élément clé de l'Aeronautica militare (Force aérienne italienne) depuis le début des années 1960 jusqu'à la fin du XXe siècle. MM6501, le premier F-104G italien, fut construit par Lockheed ; le premier Starfighter construit par Fiat/Aeritalia volant deux ans plus tard, le 5 octobre 1962. L'Italie reçut une livraison initiale de 105 F-104G, 24 TF-104G et 20 RF-104G, opérationnels en mars 1963. 205 F-104S et 6 TF-104G ayant appartenu à la Luftwaffe complétèrent ultérieurement cette flotte, amenant le total à 360 Starfighters. En 1986, l'Aeronautica militare (AMI) était le plus gros utilisateur de F-104 avec onze unités opérationnelles. Jusqu'en 1997, l'AMI perd 137 de ses F-104 (soit 38 % du total) en 928 000 heures de vols (soit 14,7 appareils pour 100 000 heures). Le F-104 fut officiellement retiré du service en 2004 lors d'une cérémonie à Pratica de Mare.
Aeronautica Militare
- 3° Stormo basé à Villafranca
  - 28° Gruppo
  - 132° Gruppo
- 4° Stormo basé à Grosseto
  - 9° Gruppo
  - 20° Gruppo

- 5° Stormo basé à Rimini
  - 23° Gruppo
  - 102° Gruppo

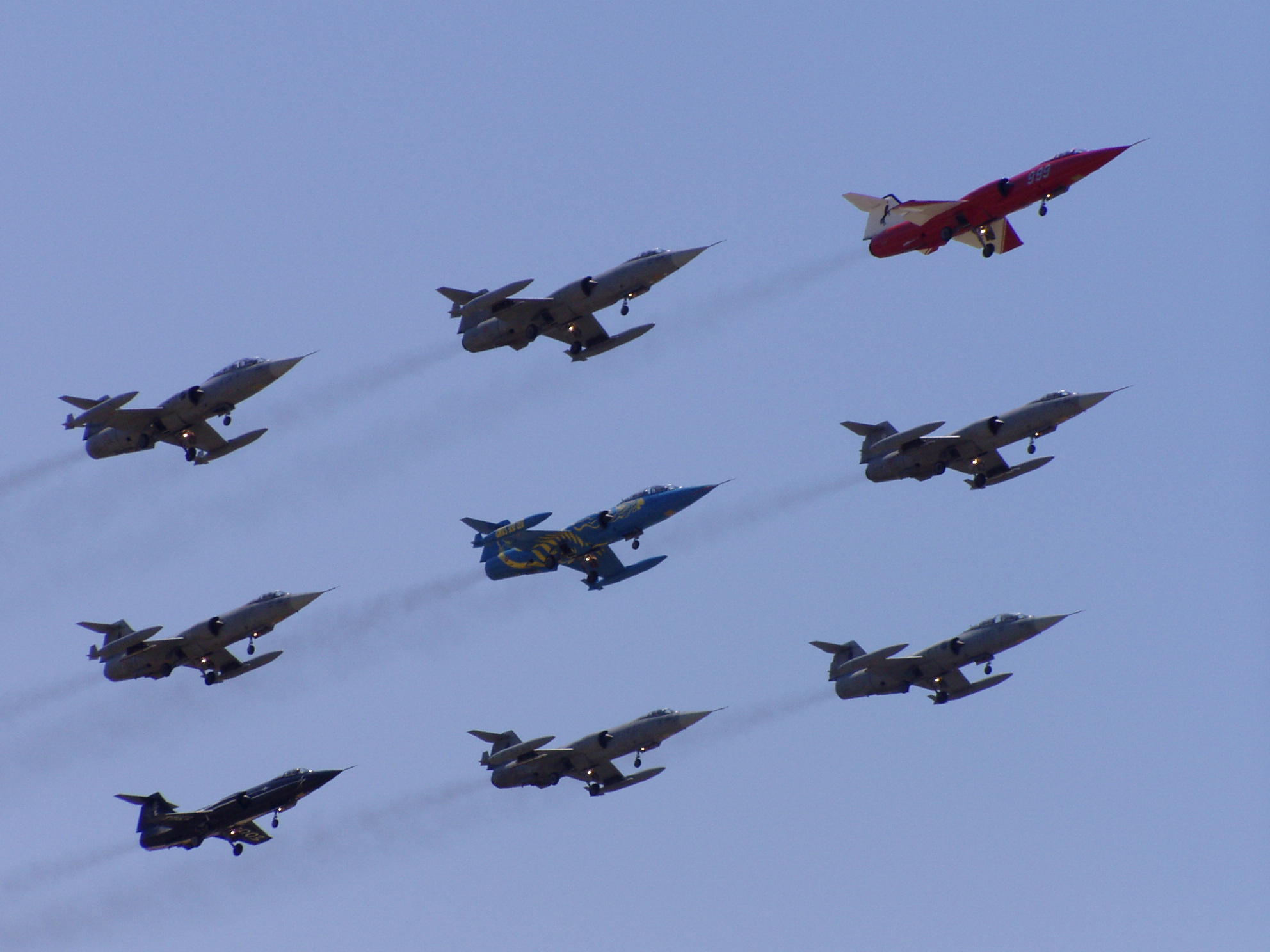
Une formation de F-104S italiens.

- 6° Stormo basé à Base aérienne de Ghedi
  - 154° Gruppo
- 36° Stormo basé à Gioia del Colle
  - 12° Gruppo
  - 156° Gruppo
- 37° Stormo basé à Base aérienne de Grazzanise
  - 10° Gruppo
- 51° Stormo basé à Trévise/Istrana
  - 22° Gruppo
  - 155° Gruppo
- 53° Stormo basé à Cameri/Novara
  - 21° Gruppo

### Japon

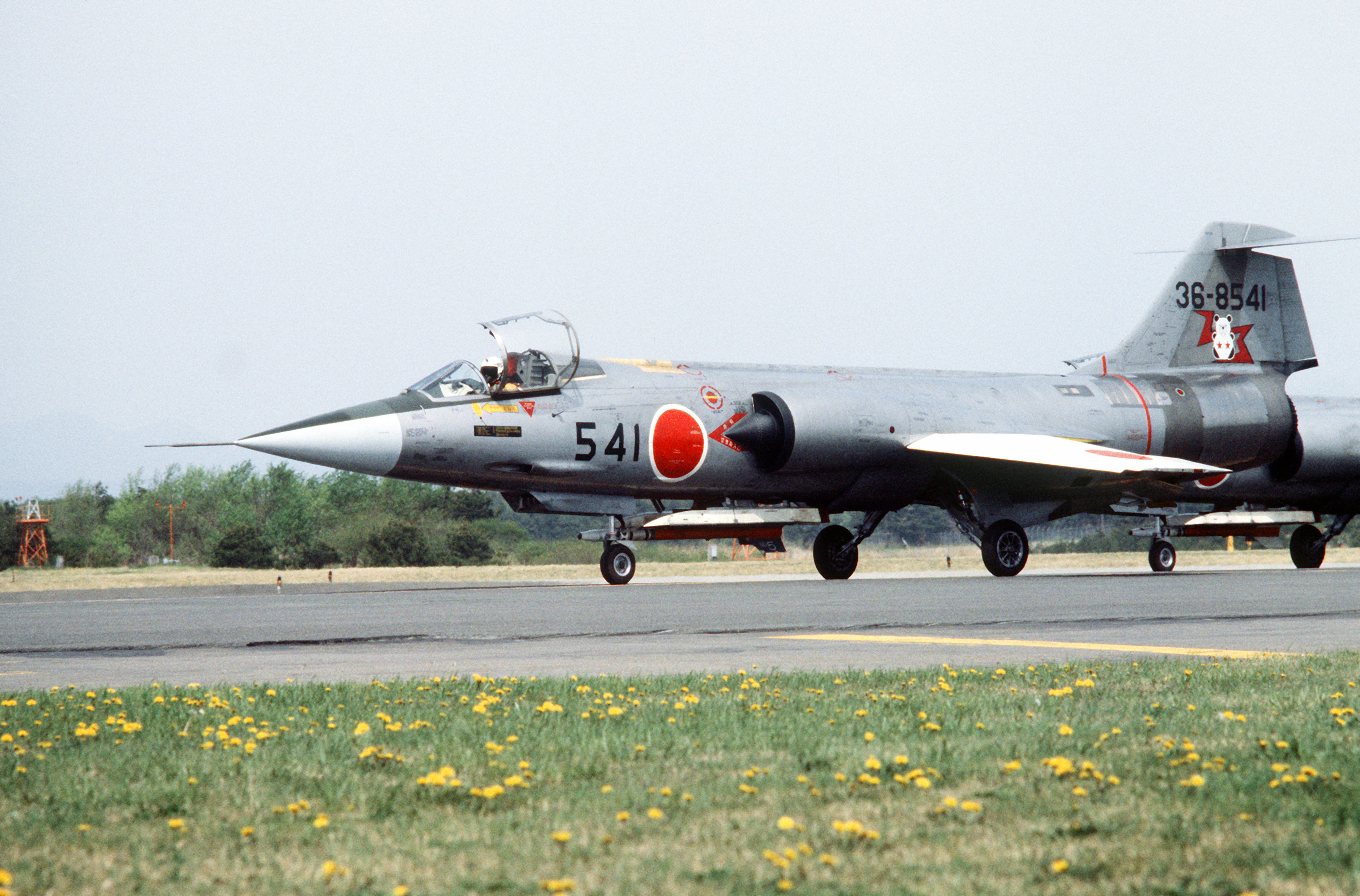
Un F-104J de la JASDF en 1982 en Corée du Sud. Il fut revendu plus tard à la force aérienne de la République de Chine.

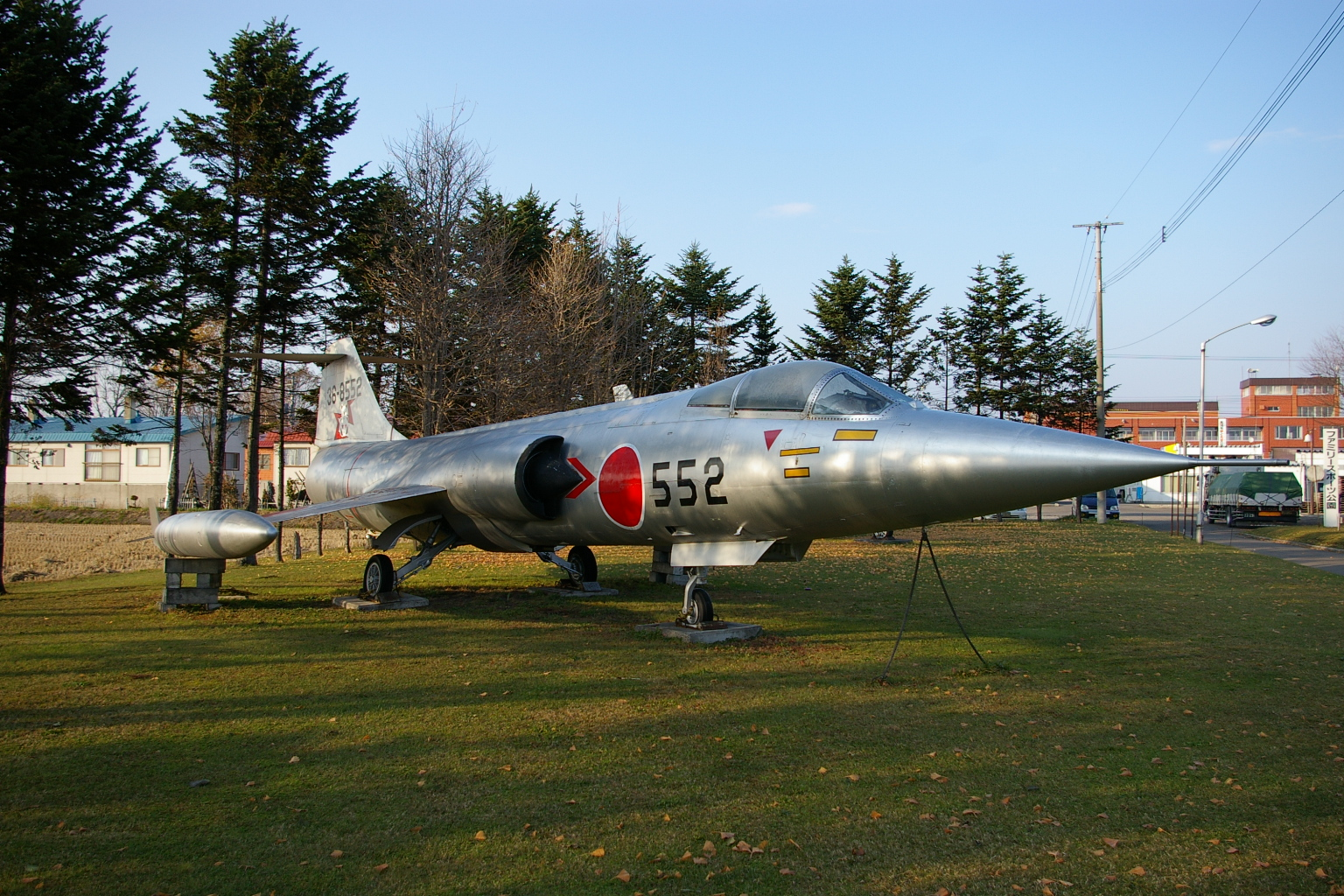
F-104J exposé à Chippubetsu, Hokkaidō.

La force aérienne d'autodéfense japonaise (JASDF) a utilisé 210 chasseurs F-104J spécialisés dans la supériorité aérienne et 20 biplaces d'entraînement F-104DJ. Surnommés Eiko (« Gloire »), seuls 36 appareils ont été perdus pendant les 24 ans de service au Japon (d'octobre 1962 à 1986). Les F-104 japonais ont souvent eu à faire face aux provocations des bombardiers soviétiques qui volaient à la limite des eaux territoriales japonaises. La plupart des F-104 japonais ont terminé leurs carrières en tant que drones cibles (14 convertis en UF-104J dans les années 1990, tous abattus) et d'autres furent revendus à Taiwan.
Japan Air Self-Defense Force
- 2e Kokudan basé à la base aérienne de Chitose (201e) et Komatsu Air Base (203e)
  - 201e Hikotai
  - 203e Hikotai
- 5e Kokudan basé à Nyutabaru Air Base (202e) et Tsuiki Air Base (204e)
  - 202e Hikotai
  - 204e Hikotai
- 6e Kokudan basé à Komatsu Air Base
  - 205e Hikotai
- 7e Kokudan basé à Hyakuri Air Base, partiellement à Naha Air Base
  - 206e Hikotai
  - 207e Hikotai

### Jordanie
La Jordanie a reçu en 1967 29 F-104A et 4 F-104B dans le cadre du Military Assistance Program. Contrôlés par les États-Unis, ces appareils ont été temporairement déplacés en Turquie pendant la Guerre des Six Jours. Remplacés par des F-5 et des Mirage F1 à partir de 1983, les appareils restants servirent de leurres sur les bases aériennes.
Force aérienne royale jordanienne
- 9 Squadron basé à Prince Hassan Air Base
- 25 Squadron basé à Mwaffaq Salti

### Norvège
La Norvège a reçu dès 1963 19 F-104G construits par Canadair et 4 TF-104G dans le cadre du programme MAP, puis en 1974 18 CF-104 et 4 CF-104D en surplus du Canada. Le dernier F-104 norvégien est retiré du service durant l'hiver de 1982.
Force aérienne norvégienne
- 331 Squadron basé à Bodø
- 334 Squadron basé à Bodø

### Pays-Bas

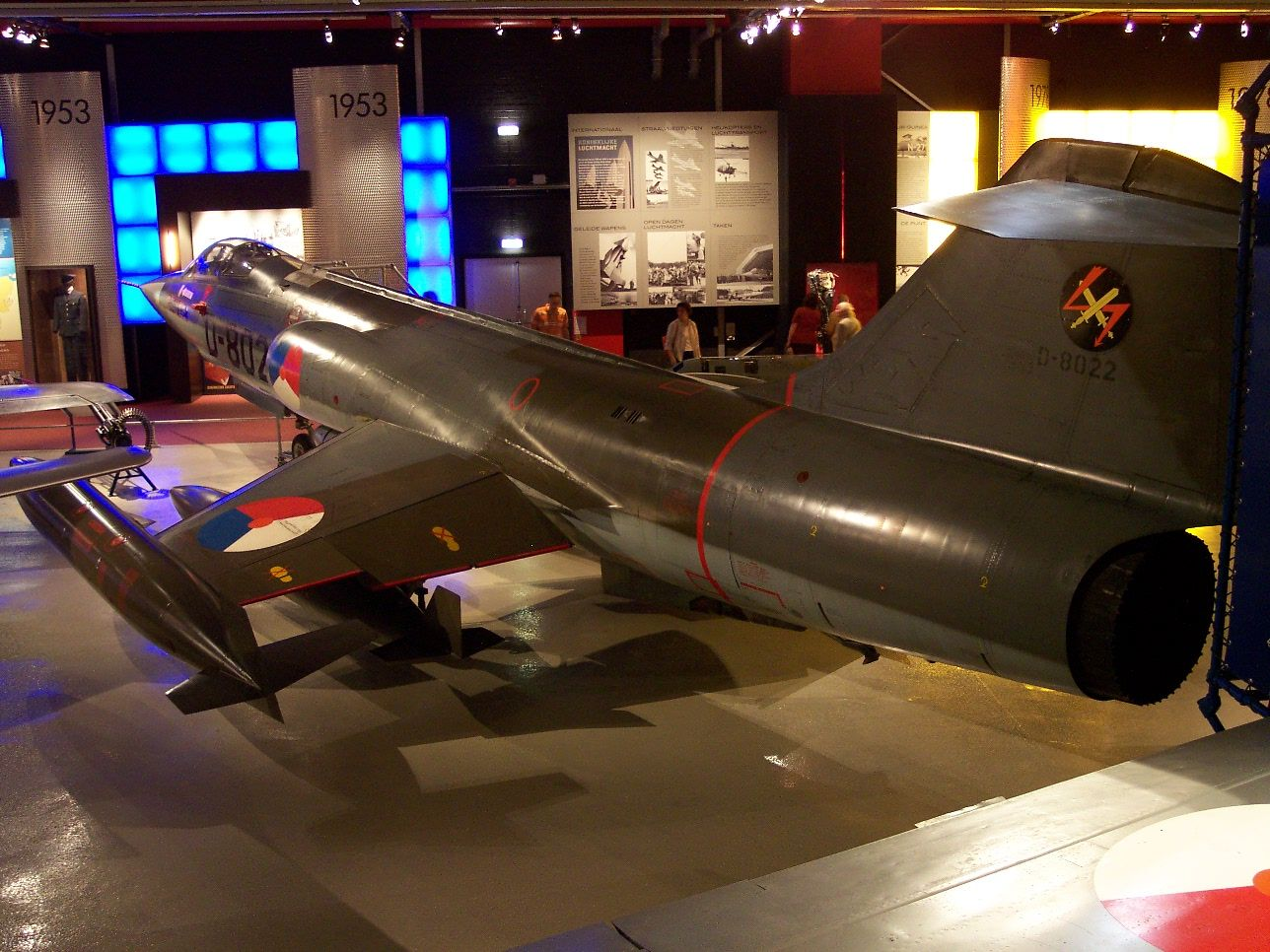
F-104 néerlandais exposé au musée ' de Soesterberg.

Les forces aériennes des Pays-Bas (Koninklijke Luchtmacht ou KLu) ont utilisé 138 Starfighters construits en Europe. De nombreux F-104 néerlandais ont été transférés à la Turquie après leur retrait de la KLu.
Koninklijke Luchtmacht
- 306 Squadron
- 311 Squadron
- 312 Squadron
- 322 Squadron
- 323 Squadron
- Training and Conversion Unit A
- Conversie Afdeling Volkel

### Pakistan
Le Pakistan reçut 12 F-104A et 2 F-104B dans le cadre du programme d'aide américain. Entrés en service en 1961, ils continuèrent à voler jusqu'en 1972. Les Starfighters pakistanais connurent le combat lors des Guerres indo-pakistanaises de 1965 et 1971 (cf. ci-dessus dans l'article).
Pakistan Air Force
- No. 9 Squadron basé à Sargodha

### Taïwan

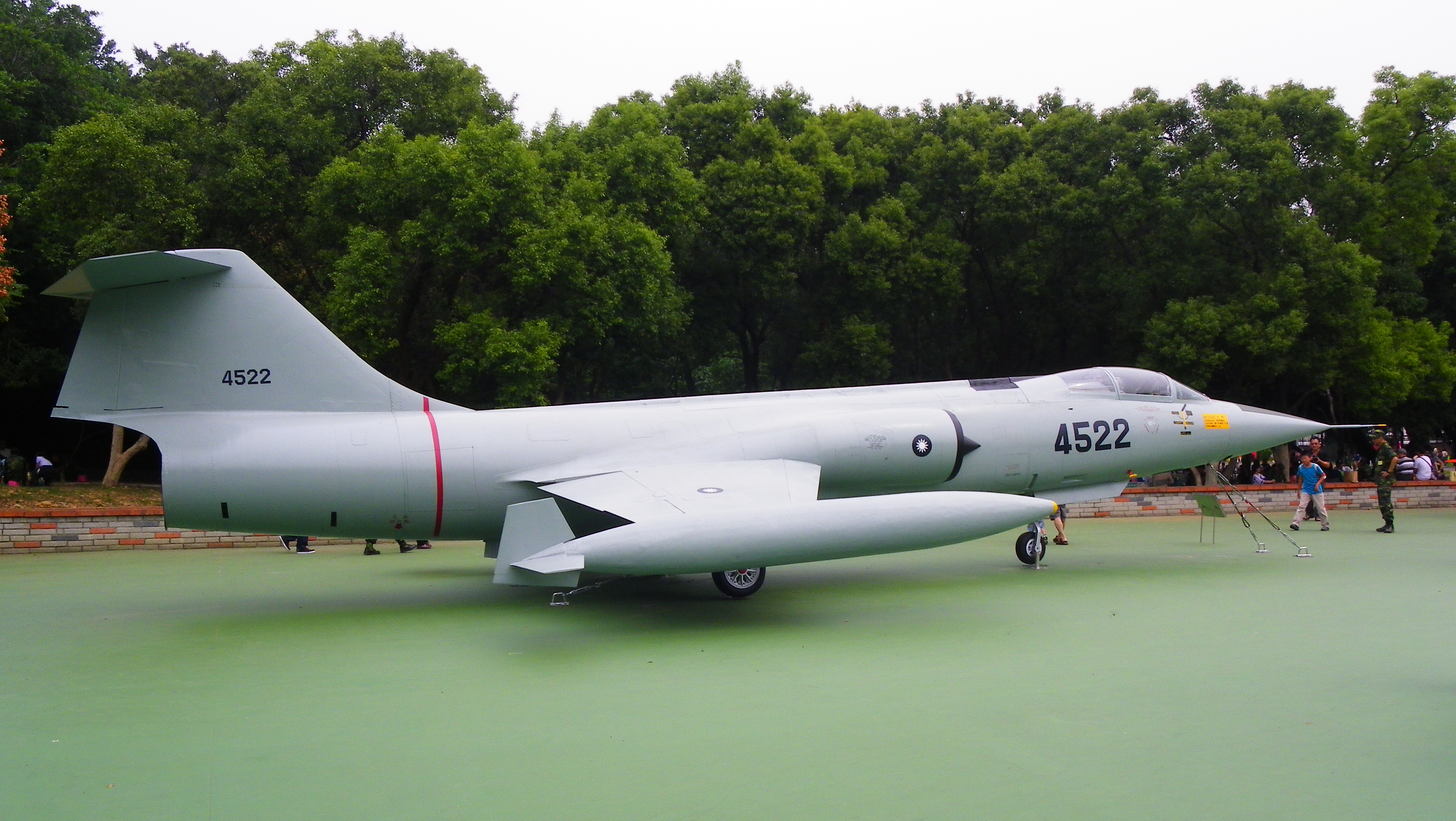
F-104J de la Force aérienne taïwanaise.

La Force aérienne de Taïwan (ou Republic of China Air Force, RoCAF) utilisa un total de 282 Starfighters, financés par le programme MAP à partir du 17 mai 1960. Cette flotte incluait des F-104A, F-104B, F-104D, F-104G, F-104J, F-104DJ, RF-104G et TF-104G, neufs ou de seconde main. Les derniers Starfighters taïwanais furent retirés du service le 22 mai 1998 après un total de 380 000 heures de vol.
Republic of China Air Force
- 427th Tactical Fighter Wing basé à Ching Chuang Kang Air Base
  - 7th Tactical Fighter Squadron
  - 8th Tactical Fighter Squadron
  - 28th Tactical Fighter Squadron
  - 35th Tactical Fighter Squadron
- 499th Tactical Fighter Wing basé à Hsinchu Air Base
  - 41st Tactical Fighter Squadron
  - 42nd Tactical Fighter Squadron
  - 48th Tactical Fighter Squadron
- 401st Tactical Combined Wing basé à Taoyuan Air Base
  - 12th Tactical Reconnaissance Squadron

### Turquie

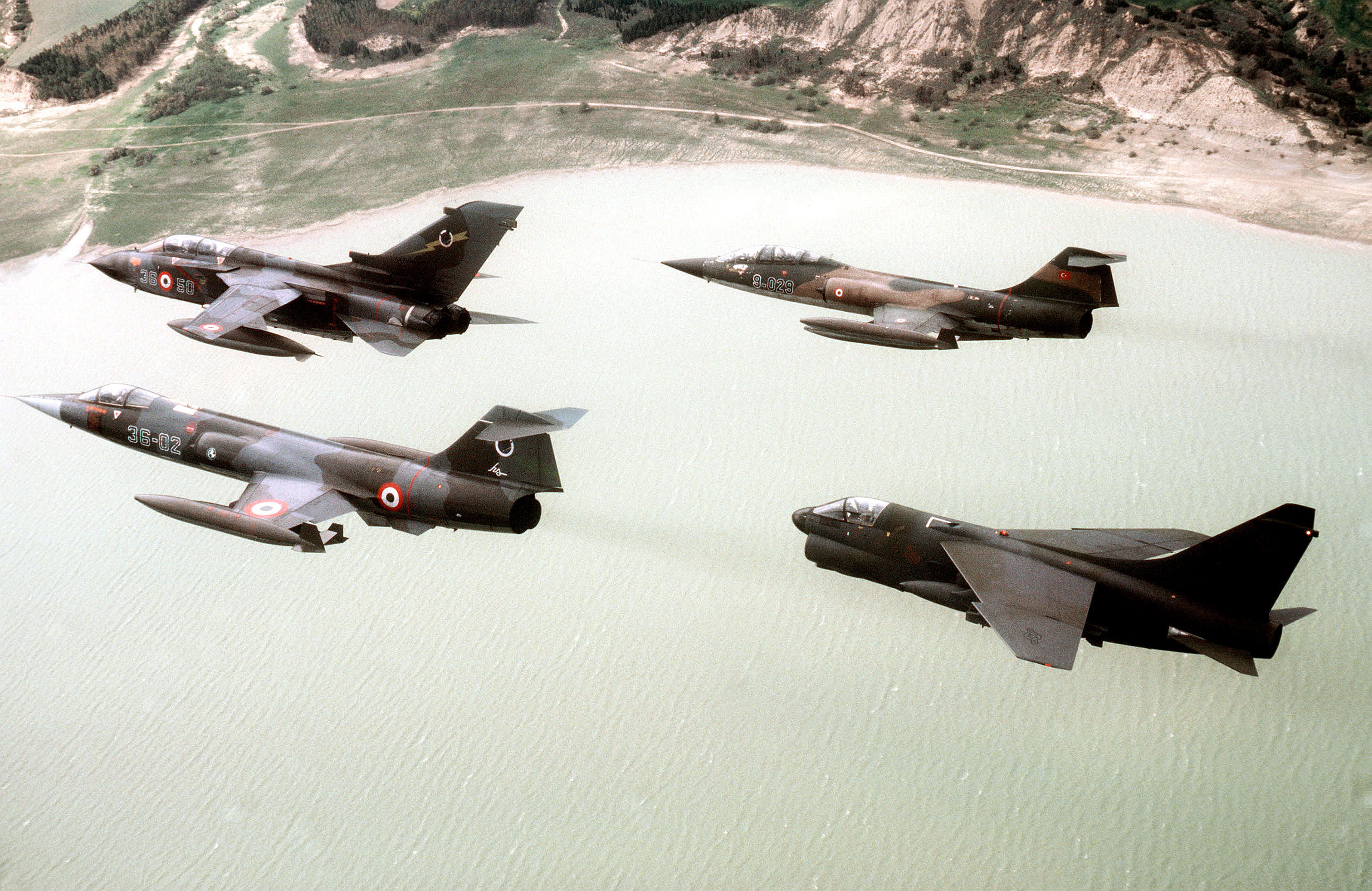
Un TF-104G turc en formation avec un F-104S italien, un Tornado italien et un A-7D de l'USAF en 1987.

L'Armée de l'air turque a reçu dans le cadre du programme d'assistance MAP 48 nouveaux F-104G et 6 TF-104G de Lockheed et Canadair livrés à partir de 1963, et acheta directement 40 F-104S à Fiat en 1974-1975. Comme la Grèce, la Turquie reçut également dans le courant des années 1970 et 1980 un grand nombre de Starfighters en surplus d'autres nations de l'OTAN, dont 170 appareils allemands, 53 néerlandais et 52 canadiens. La Turquie reçut au total plus de 400 Starfighters, beaucoup d'entre eux ayant été simplement utilisés comme réserve de pièces détachées. Le F-104 fut retiré du service actif de la Force aérienne turque en 1995.
Force aérienne turque
- 4 Ana Jet Us basé à Akıncı (en)
  - 141 Filo
  - 142 Filo
  - Öncel Filo
- 6 Ana Jet Us basé à Bandirma (en)
  - 161 Filo
  - 162 Filo
- 8 Ana Jet Us basé à Diyarbakir
  - 181 Filo
  - 182 Filo
- 9 Ana Jet Us basé à Balikesir
  - 191 Filo
  - 192 Filo
  - 193 Filo

### Utilisateurs civils
La Federal Aviation Administration compte, en septembre 2012, 10 F-104 enregistrés aux États-Unis, nombre devant passer à trois selon elles.

#### NASA
Onze F-104 de différentes versions ont été utilisés par la NASA entre 1956 et 1994. La plupart étaient des appareils de seconde main, à l'exception des trois F-104N (N pour NASA). Ils furent utilisés comme support aux essais en vol des programmes X-15 et XB-70, pour la mise au point de systèmes de téléguidage ainsi que pour l'entraînement des astronautes pendant les différents programmes spatiaux. Les Starfighters de la NASA furent également utilisés pour la collecte de données sur le comportement en vol des appareils. Les tuiles de protection thermique de la navette spatiale ont été testées sur un Starfighter monté sur un pylône pour des essais de vol à travers la pluie, tandis que le second XB-70 s'écrasa à cause d'une collision avec un F-104N piloté par Joseph Albert Walker. Neil Armstrong fut notamment l'un des pilotes à avoir piloté un F-104 de la NASA.

#### The Red Baron
En 1966, Darryl Greenamyer, certain des possibilités quasi-illimitées des Starfighters qu'il avait pu piloter, décida de construire son propre appareil à l'aide de pièces provenant de dizaines d'appareils, dont des bancs de tests qui n'avaient jamais volé, des pièces provenant de F-104A à D crashés ou envoyés à la ferraille, ainsi que le système de contrôle par réaction (RCS) d'un NF-104A. Son moteur, un J79 spécialement modifié pour produire plus de poussée, venait des F4H de l'US Navy. L'appareil, encore incomplet au début de 1976, fut doté d'une peinture rouge vif et blanche et nommé N104RB Red Baron (en). En octobre 1977, Greenamyer battit à ses commandes le record de vitesse avec 1 010 mph (non homologué à cause d'un défaut de caméra) mais réalisa deux semaines après un vol record à la vitesse reconnue de 988,26 mph (1 590,45 km/h). En tentant de battre le record d'altitude alors détenu par un MiG-25 (Greenamyer visait 40 000 pieds atteints grâce à une montée à Mach 2,5), il constata lors d'un vol d'essai une probable défaillance du train d'atterrissage gauche. L'issue (en cas d'atterrissage sur le ventre) risquant d'être fatale, il dut se résoudre à s'éjecter et le Red Baron s'écrasa dans le Désert des Mojaves.

#### PatrouilleThe Starfighters

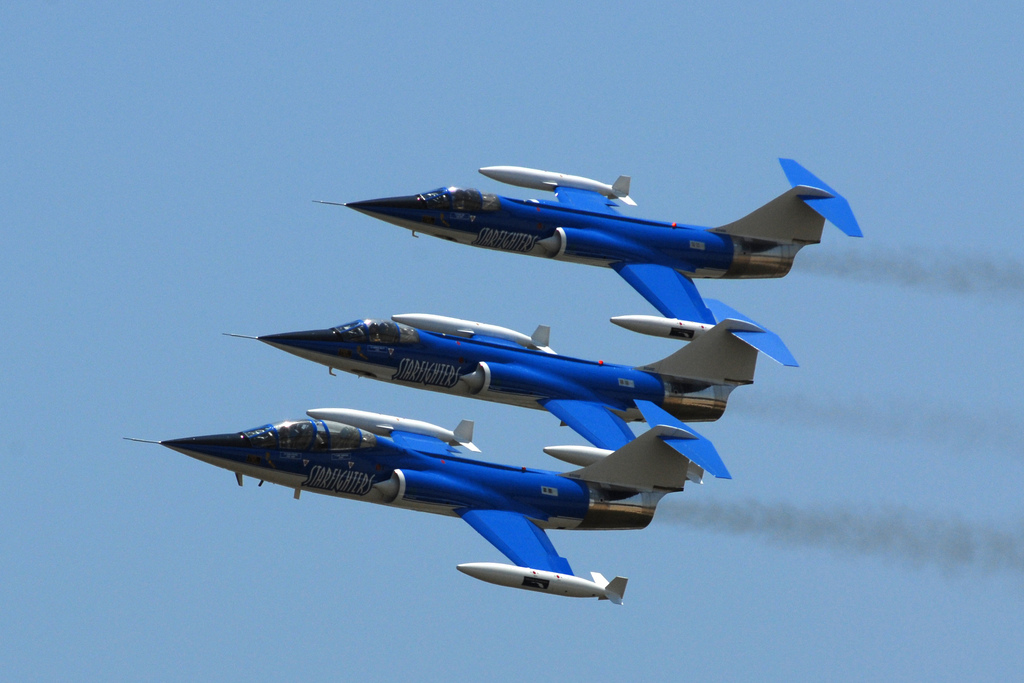
Les CF-104 de la Starfighters Demo Team en 2008.

La Starfighters F-104 Demonstration Team est une patrouille aérienne basée à Clearwater (Floride) fondée en 1995. Elle utilise d'abord trois CF-104 construits par Canadair, deux monoplaces (serials 104850 et 104759) et un biplace (serial 104632). Ces avions étaient d'abord utilisés par les Forces canadiennes puis ont servi dans la Luftforsvaret norvégienne avant d'être renvoyés aux États-Unis dans les années 1990. En 2011, Starfighters Inc (en), proposant également de la recherche et développement, à partir de ces F-104 en achète 5 autres, un F-104B ex-USAF, un F-104S italien et 3 TF-104G-M.

## Production

### Liste de production
| Type                   | Lockheed | Multi-national | Canadair | Fiat   | Fokker | MBB [a] | Messerschmitt [a] | Mitsubishi | SABCA  | Total |
| ---------------------- | -------- | -------------- | -------- | ------ | ------ | ------- | ----------------- | ---------- | ------ | ----- |
| XF-104                 | 2        |                |          |        |        |         |                   |            |        | 2     |
| YF-104A                | 17       |                |          |        |        |         |                   |            |        | 17    |
| F-104A                 | 153      |                |          |        |        |         |                   |            |        | 153   |
| F-104B                 | 26       |                |          |        |        |         |                   |            |        | 26    |
| F-104C                 | 77       |                |          |        |        |         |                   |            |        | 77    |
| F-104D                 | 21       |                |          |        |        |         |                   |            |        | 21    |
| F-104DJ                | 20       |                |          |        |        |         |                   |            |        | 20    |
| CF-104                 |          |                | 200      |        |        |         |                   |            |        | 200   |
| CF-104D                | 38       |                |          |        |        |         |                   |            |        | 38    |
| F-104F                 | 30       |                |          |        |        |         |                   |            |        | 30    |
| F-104G                 | 139      |                | 140      | 164    | 231    | 50      | 210               |            | 188[b] | 1 122 |
| RF-104G                | 40       |                |          | 35     | 119    |         |                   |            |        | 194   |
| TF-104G (583C à F)     | 172      | 27             |          |        |        |         |                   |            |        | 199   |
| TF-104G (583G et H)    |          | 21             |          |        |        |         |                   |            |        | 21    |
| F-104J                 | 3        |                |          |        |        |         |                   | 207        |        | 210   |
| F-104N                 | 3        |                |          |        |        |         |                   |            |        | 3     |
| F-104S                 |          |                |          | 245[b] |        |         |                   |            |        | 245   |
| Total par constructeur | 741      | 48             | 340      | 444    | 350    | 50      | 210               | 207        | 188    | 2 578 |

- Note: [a] Messerschmitt fusionne plus tard avec MBB (« Messerschmitt, Bölkow & Blohm »), avant d'être intégré dans EADS.[style à revoir]
- Note: [b]Un appareil s'est écrasé pendant son vol de test et n'est pas inclus ici[style à revoir]

Source: Table de données tirée de Bowman, Lockheed F-104 Starfighter.

### Coûts
|                                       | F-104A      | F-104B      | F-104C      | F-104D      | F-104G       | TF-104G      |
| ------------------------------------- | ----------- | ----------- | ----------- | ----------- | ------------ | ------------ |
| R&D                                   |             |             | 189 473     | 189 473     |              |              |
| Cellule                               | 1 026 859   | 1 756 388   | 863 235     | 873 952     |              |              |
| Moteur                                | 624 727     | 336 015     | 473 729     | 271 148     | 169 000      |              |
| Électronique                          | 3 419       | 13 258      | 5 219       | 16 210      |              |              |
| Armement                              | 19 706      | 231 996     | 91 535      | 269 014     |              |              |
| Équipement                            | 29 517      | 59 473      | 44 684      | 70 067      |              |              |
| Coût unitaire marginal (en)           | 1,7 million | 2,4 million | 1,5 million | 1,5 million | 1,42 million | 1,26 million |
| Coûts de modification en 1973         |             |             | 198 348     | 196 396     |              |              |
| Coûts par heure de vol                | 655         |             |             |             |              |              |
| Coûts de maintenance par heure de vol | 395         | 544         | 395         | 395         |              |              |

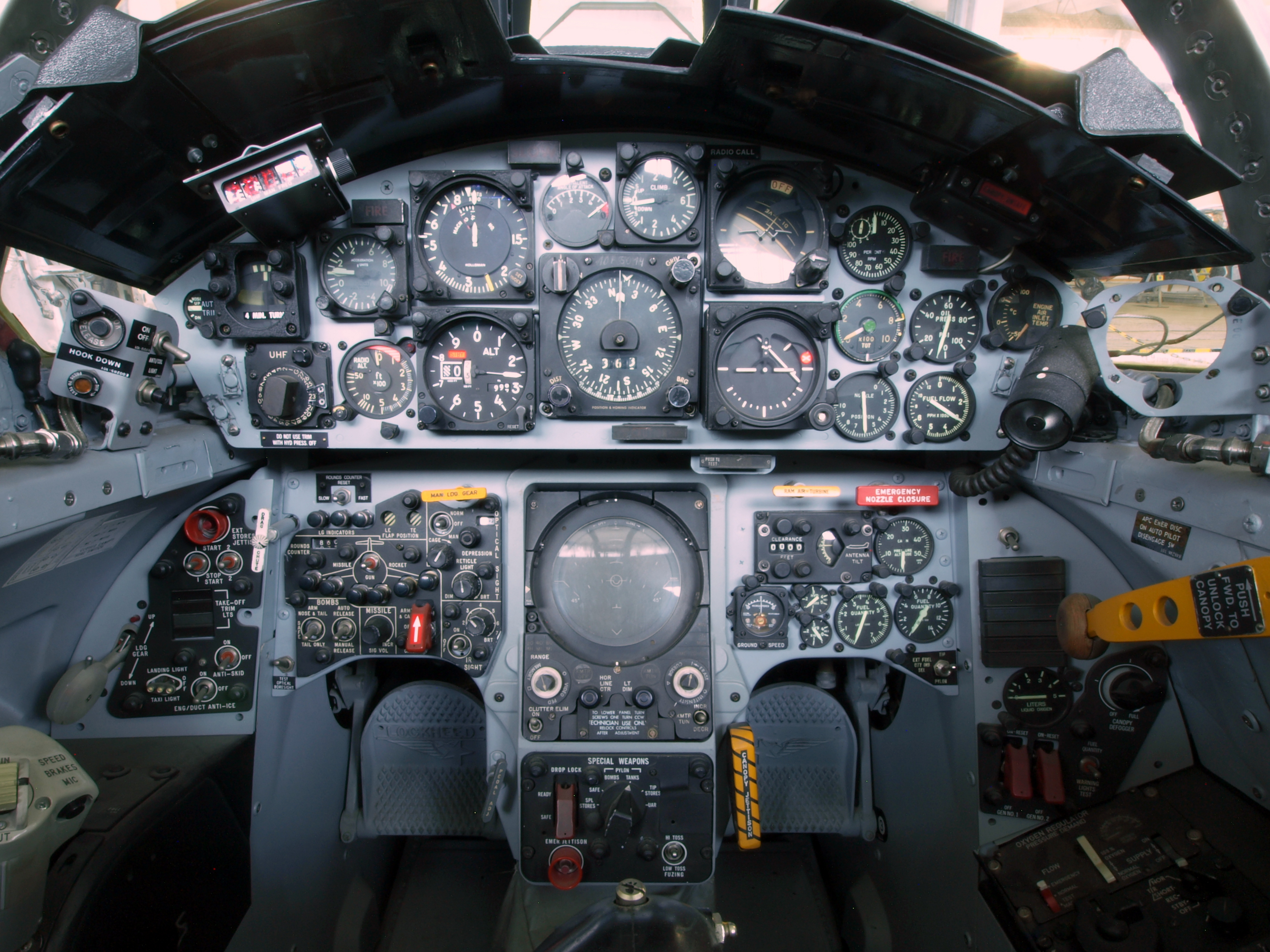
Tableau de bord d'un F-104 allemand.

Note : coûts approximatifs en dollars américains de 1960 et non réajustés de l'inflation.

## Dans la culture
- Dans L'Étoffe des héros, sorti en 1983, une des scènes représente Chuck Yeager tentant de battre l'altitude record à bord d'un NF-104 (la version présentée dans le film étant un F-104 classique) avant de perdre le contrôle et de s'éjecter.
- Starfighter, un téléfilm allemand, raconte l'histoire de Harry, pilote allemand de F-104 lors de l'affaire Starfighter dans les années 60.
- Dans le jeu vidéo War Thunder on trouve plusieurs exemplaires du F-104 : les variantes A, C, G, J, S et ASA.

### Développement lié
- Lockheed XF-104
- Lockheed NF-104A
- Canadair CF-104 Starfighter
- Aeritalia F-104S
- CL-1200 Lancer et X-27

### Aéronefs comparables
- Dassault Mirage III
- English Electric Lightning
- EWR VJ 101
- Grumman F-11 Tiger
- Saunders-Roe SR.177
- Soukhoi Su-15

### Filmographie
- 2010 : Starfighter : Le cercueil volant (Starfighter - Mit Hightech in den Tod), téléfilm de Kai Christiansen, avec Melvin Belli, Charles de Gaulle, Anatoli Gribkov (de) ;
- 2015 : Starfighter, téléfilm de Miguel Alexandre, avec Picco von Groote, Steve Windolf, Frederick Lau.